# Equador
|  | Per a altres significats, vegeu «Equador (desambiguació)». |

L'Equador —o la República de l'Equador— (en castellà i oficialment República del Ecuador) és un estat de l'Amèrica del Sud. Limita a l'oest amb l'oceà Pacífic; al nord, amb Colòmbia; i a l'est i al sud, amb el Perú. També pertanyen a l'Equador les Illes Galápagos, situades uns 1000 km a l'oest de la costa.

## Història
El territori del que avui es coneix com l'Equador fou habitat per diverses cultures des d'uns 15.000 anys aC, i potser, fins i tot, des d'uns 30.000 anys. El període prehistòric (anterior a l'arribada dels conquistadors espanyols) s'acostuma a dividir en quatre grans etapes: el període paleoindi (fins a uns 3500 anys aC), el període formatiu (del 4500 al 300 aC), el període de desenvolupament regional (300 aC - 800 dC) i el període d'integració (800 - 1534). Entre les cultures més importants de l'època prehistòrica, podem destacar la cultura valdivia (3500 - 1500 aC), la cultura chorrera (900 - 300 aC), la cultura de La Tolita (600 aC - 400 dC) i la cultura cañari (400 -1532), entre d'altres.
Poc abans de la conquesta inca, es formaren grans confederacions de pobles, com la quitu o caranqui (coneguda posteriorment amb l'equívoc nom de "Regne de Quito") o la cañari. Pels voltants de 1450, l'inca Túpac Yupanqui començà la conquesta del territori equatorià, completada uns 30 anys després. La dominació incaica s'estroncà amb l'arribada dels espanyols, que sobre l'antic territori del "Regne de Quito" crearen la Reial Audiència de Quito, dins del Virregnat del Perú.
El moviment d'independència s'inicià ja al final del segle xviii, amb els escrits d'Eugenio Espejo i altres il·lustrats. El primer grito d'independència es produí el 10 d'agost de 1809 a Quito, però no fou fins al 24 de maig de 1822, després de la batalla del Pichincha, quan quedà establerta la independència formal de la nova república. Entre aquest any i el 1830, l'Equador quedà integrat a la Gran Colòmbia. La nova república independent visqué uns primers anys força inestables, sota el govern del general Juan José Flores i els seus successors. Els darrers anys del segle xix estan dominats per les grans figures antagòniques de Gabriel García Moreno, conservador, i Eloy Alfaro, progressista.
El segle xx es caracteritza per una certa inestabilitat política (57 presidents des del 1900) i per guerres periòdiques amb el Perú (1941, 1981 i 1995) a causa dels drets sobre grans àrees de territori amazònic i de límits fronterers, segellades amb el tractat de pau de 1998 signat pels presidents Alberto Fujimori i Jamil Mahuad. Els anys 1970 i 1980 veuen una certa estabilitat i prosperitat econòmica gràcies a les primeres grans explotacions petrolieres de la selva amazònica. El 1978, després de la dictadura de Guillermo Rodríguez Lara (El bombita) s'inicia el període democràtic més llarg que ha viscut el país i que dura (si bé de manera inestable en molts casos) fins a l'actualitat.
A final dels anys 1970 i principis de 1980, el país és dirigit per polítics capaços i dinàmics, com Jaime Roldós o Osvaldo Hurtado, però diversos conflictes i divisions polítiques trenquen aquesta tendència. El darrer període està marcat per la crisi dels anys 1990, que ha donat lloc al fenomen migratori més important del país, i a la dolarització de l'economia l'any 2000, que tot i que ha aconseguit deturar la inflació, ha abocat una part de la població a la pobresa.
El 24 de juny de 2009 s'uní a l'Aliança Bolivariana per les Amèriques, que va deixar en agost de 2018.

## Política
L'Equador es defineix com una república presidencialista, unitària i democràtica, amb sufragi universal i amb una separació de poders en branques legislativa, executiva i judicial. El sufragi és universal, directe, secret i obligatori.
El president de la república s'escull, juntament amb el vicepresident, per un període de quatre anys i és el màxim representant del poder executiu; promulga les lleis aprovades pel Congrés Nacional i nomena els ministres. La branca legislativa és unicameral i està representada pel Congrés Nacional, que s'escull també per sufragi universal per un període de quatre anys, normalment en la mateixa convocatòria d'eleccions que les eleccions presidencials.

## Subdivisió administrativa
L'Equador està format per 4 regions, les quals estan integrades per un total de 24 províncies:
|  |  | - Azuay - Bolívar - Cañar - Carchi - Chimborazo - Cotopaxi - El Oro - Esmeraldas - Galápagos - Guayas - Imbabura - Santa Elena | - Loja - Los Ríos - Manabí - Morona-Santiago - Napo - Orellana - Pastaza - Pichincha - Sucumbíos - Tungurahua - Zamora-Chinchipe - Sto. Domingo de los Tsáchilas |

## Geografia

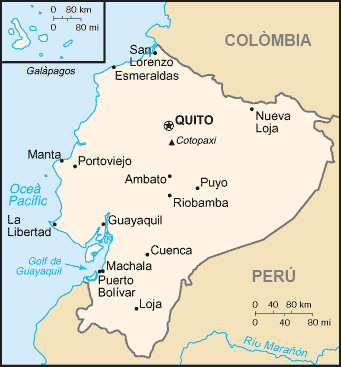
Mapa de l'Equador

L'Equador té quatre regions, distintives geogràfica i culturalment:
- La Costa. La costa del Pacífic és plana amb manglars, i de seguida s'aixeca cap a l'est, per formar la serralada dels Andes. Està dominada per les conques dels rius Guayas (al sud) i Esmeraldas (al nord). Hi destaca el port de Guayaquil, la ciutat més gran del país.
- La Serra. Al centre del país discorren els Andes, amb notables muntanyes i volcans com el Chimborazo (6.267 m), la màxima altitud del país, i el Cotopaxi (5.897 m), el volcà actiu més alt del planeta. A la zona de l'Equador, els Andes formen dues serralades paral·leles, separades pel carreró interandí, on es concentra la majoria de població. En aquesta regió es troba la capital, Quito, als peus del volcà Pichincha (4.784 m).
- L'Orient. Els estreps orientals dels Andes baixen fins a la conca de l'Amazones. Hi predomina la selva tropical, regada per un bon nombre d'afluents de l'Amazones, dels quals destaquen el Napo i el Pastaza.
- Les Illes Galápagos. Arxipèlag situat a uns 1.000 km de la costa, en ple oceà Pacífic, famós pel seu paper en la teoria de l'evolució de Darwin.

### Relleu
Les principals unitats del relleu equatorià són la plana costanera al nord del Golf de Guayaquil, la secció de la serralada dels Andes al centre del país i un extens sector de la plana amazònica ubicat a l'orient del país.
Cap al sud-oest hi ha el Golf de Guayaquil, on desemboca el riu Guayas a l'oceà Pacífic. Molt a prop de Quito hi ha la serralada dels Andes, s'alça el Cotopaxi, el volcà actiu més alt del món.
El punt més alt de l'Equador és el volcà Chimborazo, amb 6.315 msnm.

### Clima

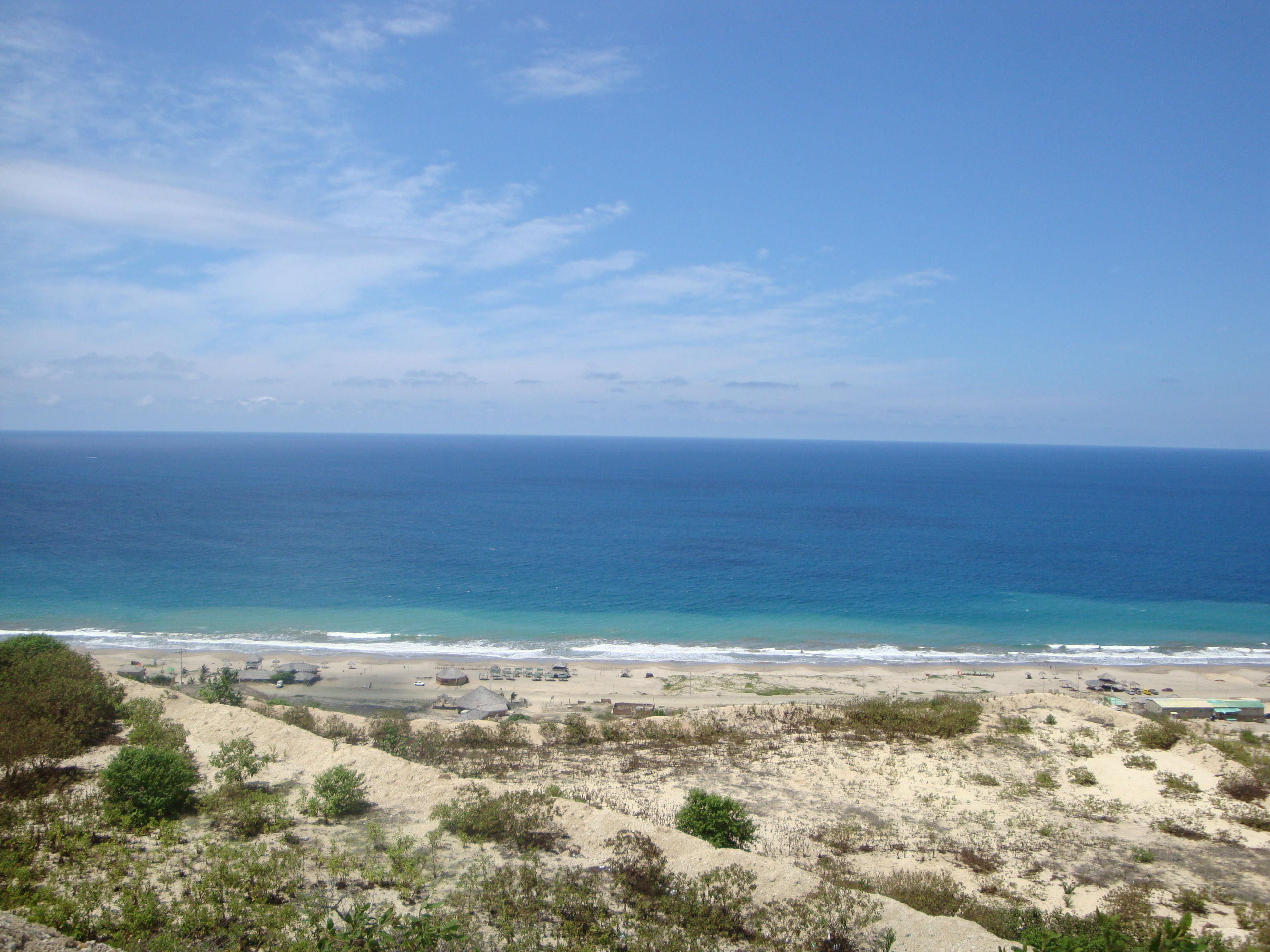
Platja de Manta

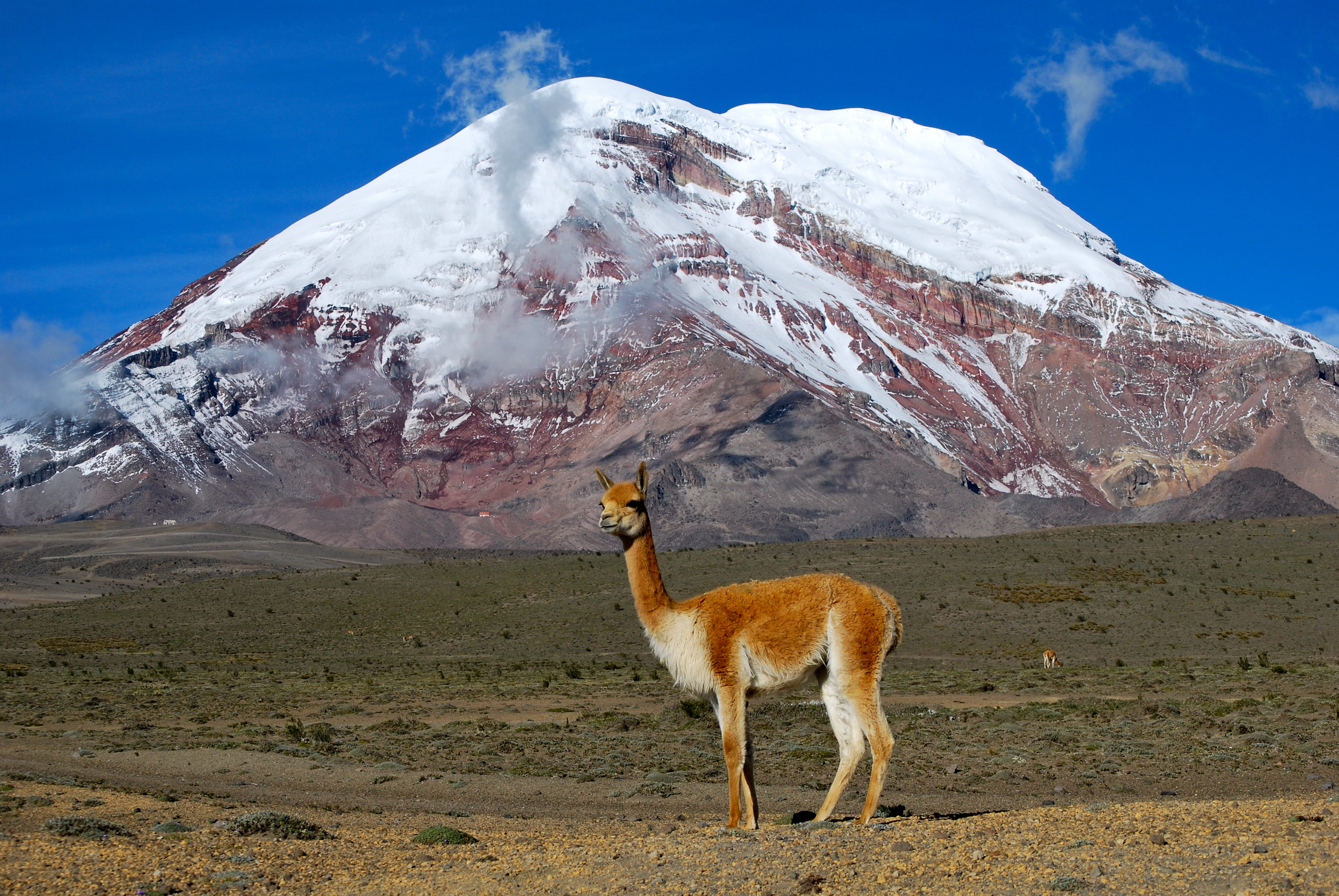
Volcà Chimborazo

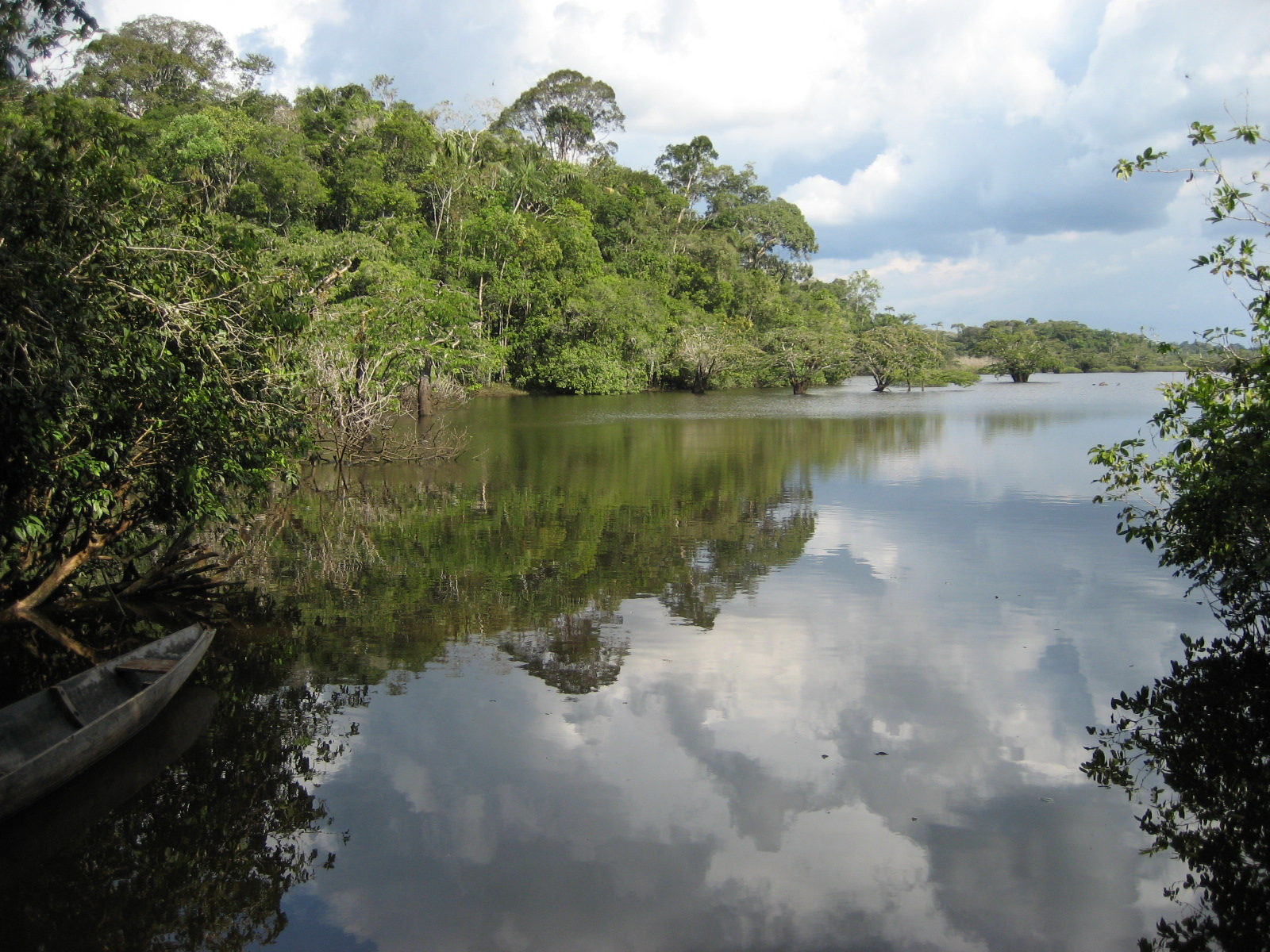
Llac de Cuyabeno

El país té un clima tropical i humit, la qualitat de l'aire és molt bona per la presència de grans boscs naturals, parcs nacionals i la selva amazònica, el 20% del país és reserva ecològica. A causa de la presència de la serralada dels Andes i segons la influència del mar, l'Equador continental es troba climatològicament fragmentat en diversos sectors. A més a més, a causa de la seva ubicació equatorial, cada zona climàtica presenta només dues estacions definides: la humida i la seca, anomenades erròniament «hivern» i «estiu» respectivament, així com passa en altres regions del planeta on per llurs emplaçaments propers a la línia equatorial, no hi ha hiverns i estius vertaders.
Tant a la costa com a l'orient del país, la temperatura oscil·la entre els 20 i els 33 °C, mentre que a la serra sol estar entre els 3 i els 26 °C per l'altura de les ciutats. L'estació humida s'estén entre desembre i maig a la costa, entre novembre a abril a la serra i de gener a setembre a l'Amazònia. Les illes Galápagos tenen un clima més aviat temperat i la temperatura oscil·la entre entre 22 i 32 °C aproximadament.
Aquestes estacions humides i seques causen a cada regió del país diferents estacions climàtiques. Són molt variables les temperatures per l'altura de la serra, la regió amazònica, la costa del país i les illes Galápagos.
Així, de gener a març és sobretot estació seca, amb la major temporada de platja a tota la regió litoral o costa equatoriana, així com a l'Amazònia; en aquests mateixos mesos a la serra és temporada humida, amb la majoria de dies ennuvolats i frescs.
Altrament, de juliol a setembre a l'Amazònia i a la regió litoral és temporada humida, tot i que algunes platges de clima més moderat continuen amb bona temporada per als turistes, d'altres són clarament fredes en comparació amb altres èpoques de l'any i també reben turistes de la serra i de països veïns. A la serra, en aquests mateixos mesos el país té una estació seca, amb dies calorosos i molt de sol.

### Fauna
L'Equador és un dels països més ben preservats ambientalment del món, a més de la seva situació geogràfica i latitudinal, així com la seva condició climàtica i orogràfica han fet un país amb molta varietat d'espècies, i un dels 10 països amb més endemisme mundial. A la regió amazònica s'hi troben espècies úniques d'amfibis, mamífers com micos caputxins, micos negríssims, mones aranya, macacos silens, panteres negres, ossos, guantes, jaguars, gats tigrats, ocelots, pumes, capibares, tapirs i molts altres; així com una infinitat de rèptils com caimans, cocodrils, boes, anacondes, serps verinoses; i aus com tucans, ibis, psitàcids, guacamais, ocells cantadors, àguiles, etc.

### Flora
El bioma de selva o bosc tropical s'estén per la major part del territori del país, mentre que a occident, a la part litoral, hi ha també un bioma de bosc sec i de manglars.
Al nord de la província d'Esmeraldas hi ha el lloc conegut com a Majagual, on hi ha els manglars més alts del món.
A les altures de les serralades hi ha boscs dispersos i erms andins. L'occident forma part del Chocó biogeogràfic i l'orient de l'Amazònia.

## Emigració
Des de la crisi econòmica de 1999, es considera que més de 3 milions d'equatorians (20% del total de la població estimada pel 2005) van marxar del país cap a diferents punts del planeta. La majoria es va dirigir cap als Estats Units, Espanya i Itàlia (cap a aquests tres estats en qualitat de mà d'obra majoritàriament). També es va produir emigració cap a altres països com ara Veneçuela (a la dècada dels 80 i 90), Xile (cap a aquests països, van emigrar sobretot metges i científics), Canadà (professionals tècnics), i minoritàriament i per diverses raons Japó, Bèlgica, Mèxic i el Regne Unit. L'emigració ha continuat durant els primers anys del segle xxi. No es coneix amb exactitud la quantitat d'equatorians que han emigrat, però es calcula que la xifra s'aproxima al milió, dels quals el 2011 residien 359.076 a l'estat espanyol i 523.108 als Estats Units.

## Economia
L'Equador té nombrosos recursos petroliers i àrees agrícoles molt riques. Atès que les exportacions són productes primaris (petroli, banana, gambes) les fluctuacions en els preus del mercat tenen un impacte considerable en l'economia del país. La indústria està principalment orientada al mercat intern. La situació econòmica es va deteriorar, i culminà en una servera crisi econòmica i financera el 1999. Aquesta crisi va ser precipitada per influències externes, com ho van ser els impactes d'El Niño del 1997, la caiguda dels preus del petroli durant els anys 1997-1998, i la inestabilitat global dels mercats emergents el 1998. Tot això va causar una caiguda del producte intern brut del 7,3%, una inflació anual del 52,2% i la devaluació de la moneda del 65% el 1999, raons per les quals el país va declarar la cessació dels pagaments del deute extern l'any següent.
El 9 de gener, 2000, el president Jamil Mahuad va anunciar la intenció del govern d'adoptar el dòlar nord-americà com la moneda oficial de l'Equador. Després de la renúncia de Mahuad, el nou president Gustavo Naboa va adoptar el dòlar dels Estats Units, i va establir negociacions amb el FMI, iniciant la lenta recuperació del país. Avui, el 50% de la població viu en la pobresa, però la taxa d'inflació s'ha estabilitzat al voltant del 2-4% (l'any 2005 fou de 2,1%). El PIB per capita el 2005 era d'uns 4.300 dòlars, considerablement superior al de 2002, que no arribava a 1.400 dòlars.
Actualment, la font d'ingressos principal del país és l'exportació de petroli, la segona són les divises enviades pels emigrants (fet que demostra la importància del fenomen migratori). A continuació, es troba l'exportació de plàtan, de flors i de gamba.

## Demografia
Amb uns 13.500.000 d'habitants després del flux migratori del 1999, en què prop de tres milions d'equatorians van abandonar el país amb diferents destinacions a la recerca de treball, l'Equador presenta una estructura demogràfica diversa. Els mestissos representen el grup més nombrós i constitueixen una mica més del 65% de la població actual. Els amerindis, pertanyents a diverses nacionalitats indígenes, són el segon grup més nombrós i representen una quarta part de la nació, al voltant del 25%. Els blancs, majoritàriament criolls descendents de colons espanyols, com també immigrants europeus recents, constitueixen el 10% dels equatorians. La resta de la població és composta per una important minoria mulata i afroequatoriana, concentrada principalment a la província d'Esmeraldas, la vall del Chota (província d'Imbabura) i la província del Guayas (la ciutat de Guayaquil, en especial).
La Confederació de Nacionalitats Indígenes de l'Equador (CONAIE) hi reconeix l'existència de 27 nacionalitats clarament identificades, que han estat també reconegudes per l'estat, de forma que aquest els reconeix llurs sistemes d'organització política i econòmica i els concedeix un cert autogovern en els seus territoris. Les nacionalitats reconegudes són:
- Quítxua de la serra, dividits en diverses comunitats: Cayambi, Cañari, Chibuleo, Otavalo, Quitu, Panzaleo, Guaranga, Puruhá, Saraguro, Salasaca, Caranqui i Natabuela; parlen quítxua.
- Achuar, a les províncies de Pastaza i Morona Santiago; la seva llengua és l'achuar.
- A'í-Cofán, a Sucumbíos; el seu idioma és l'aíngae.
- Huaorani, a les províncies de Pastaza i Orellana, entre el riu Napo i el Curaray; el seu idioma és el huao terero.
- Shuar, a Pastaza, Morona-Santiago i Zamora-Chinchipe; parlen shuar.
- Siona i Secoya, situats a la província de Sucumbíos; el seu idioma és el baicoca.
- Zápara, a la província de Pastaza.
- Quítxua de l'Amazònia, a les províncies de Napo, Pastaza i Sucumbíos; parlen quítxua.
- Afroequatoriana, a la vall del Chota i la província d'Esmeraldas; parlen castellà.
- Chachi-Cayapa, a Esmeraldas; el seu idioma és el cha'palaa i l'awapit.
- Épera, també a la zona d'Esmeraldas.
- Huancavilca a la província del Guayas, cantó de Santa Elena.
- Manta a la província de Manabí, als cantons Jipijapa i Montecristi, parlen castellà.
- Tsachila (o colorados), al voltant de Santo Domingo de Los Colorados.

### Ciutats
Quito, ciutat capital, que té 1.607.734 habitants en perímetre urbà i 2.361.446 habitants a l'àrea metropolitana, és la seu del govern i és la primera a ser declarada Patrimoni de la Humanitat per la UNESCO.
Guayaquil, tanmateix, és la ciutat més poblada de l'Equador, amb 2.278.691 habitants i una àrea metropolitana de 2.825.521. Nucli de concentració de les ciutats del centre del país, també és el port principal per on es comercialitzen aproximadament el 70% de les importacions i exportacions.

### Llengües
La llengua oficial és el castellà, amb les seves peculiaritats i modismes propis de cada zona o regió. També es fa servir el castellà com llengua intercultural o mitjà de comunicació entre les diferents cultures de la serra i l'orient. El quítxua, el xuar, el tsàfiqui són llengües també parlades a algunes zones dels Andes i l'orient amazònic del país per les diferents ètnies indígenes.
Segons el cens del 2001, el 94% de la població parla castellà, el 4,8% a més parla una llengua nativa i l'1,1% només parla una llengua nativa. De les 13 llengües natives que foren comptabilitzades pel cens, el quítxua és parlat pel 4,1% de la població, és la més difosa. La segona llengua nativa més parlada és el xuar, parlat pel 0,55% de la població.

### Religió

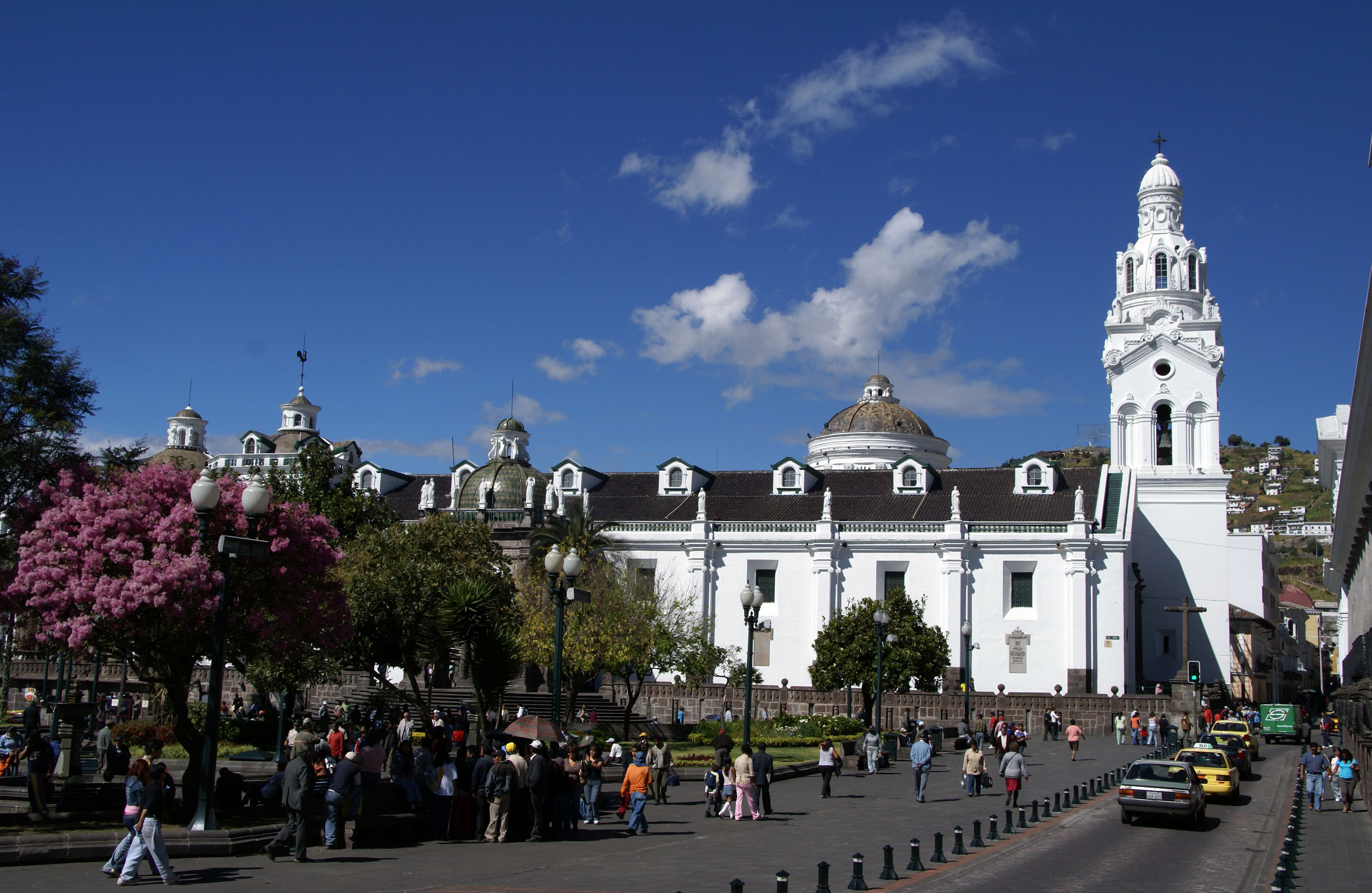
Catedral Metropolitana de Quito.

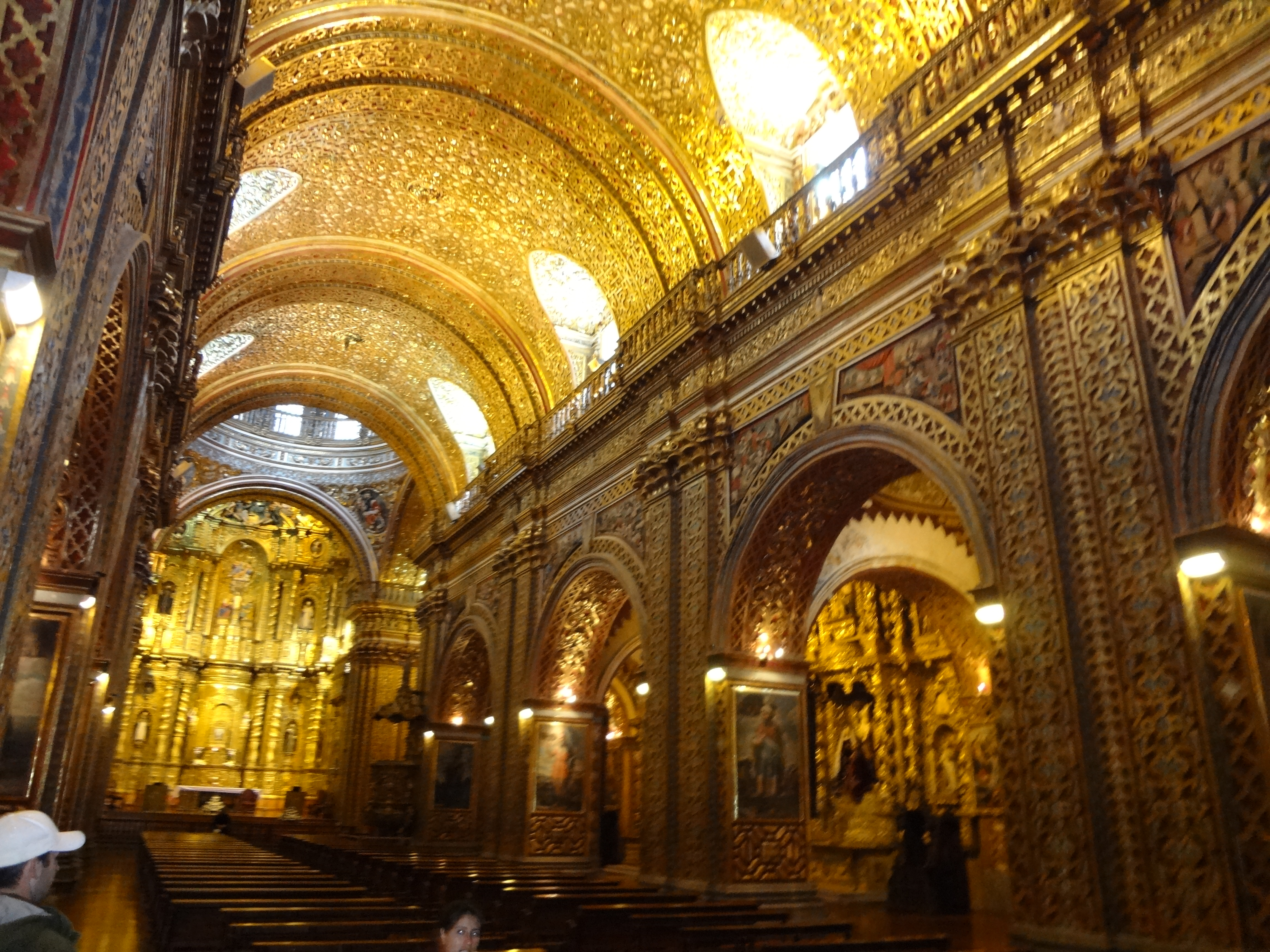
Interior de l'Església de la Companyia de Jesús de Quito.

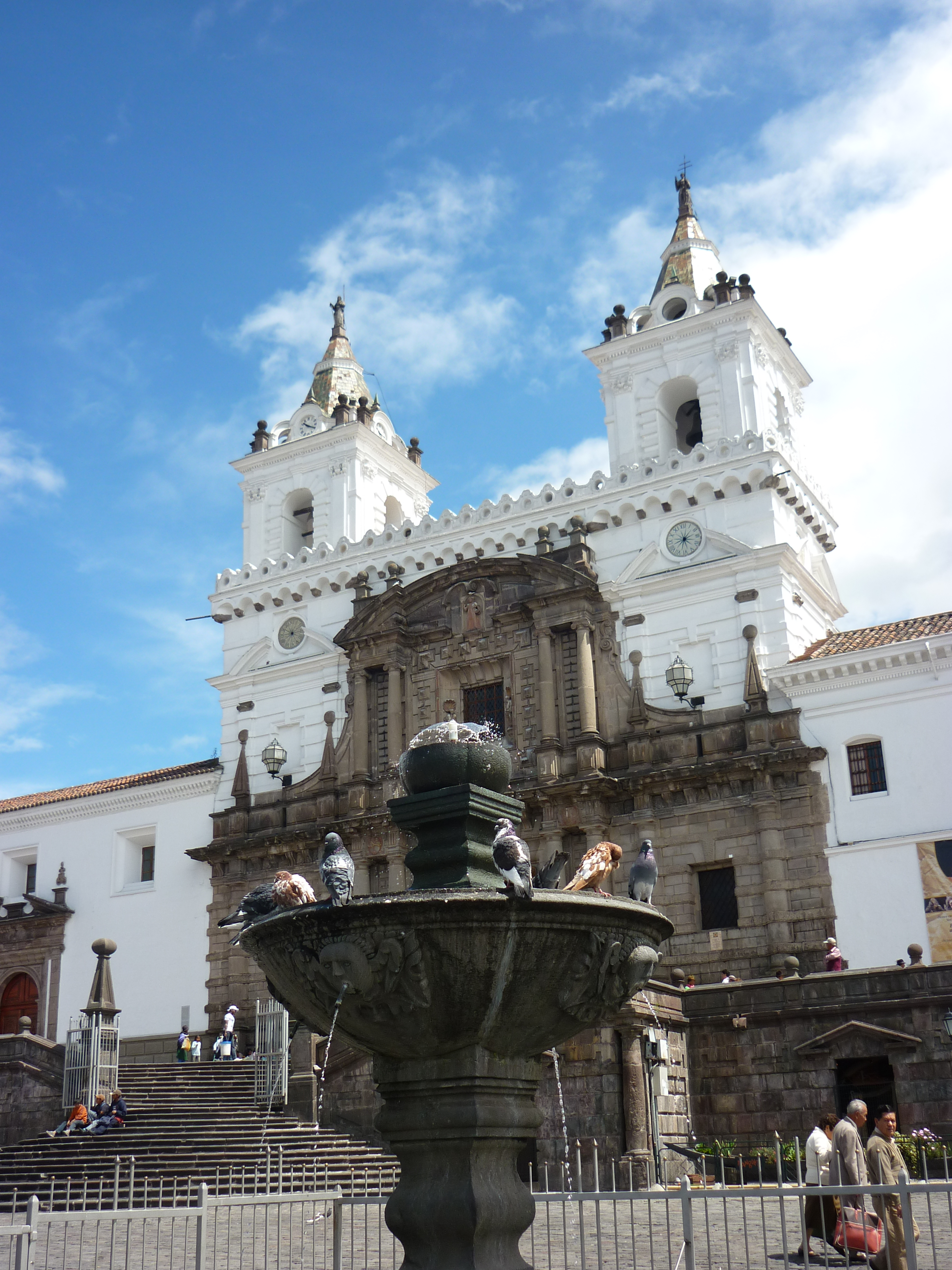
Església de Sant Francesc

El 2012 l'Institut Equatorià d'Estadística i Censos (INEC) realitzà un cens (només a les ciutats principals) en què el 91,95% dels enquestats respongué que té una religió, el 7,94% es definí com a ateu i el 0,11% s'identificà com agnòstic. Dins del grup que professa una religió, el 80,40% s'autodefiní com catòlic i un 11,30% com evangèlic. D'altres religions mencionades pels enquestats foren: mormonisme (1,42%), testimonis de Jehovà (1,29%), budisme (0,29%) i espiritisme (0,12%).
Del total de persones que respongueren pertànyer a una religió, el 39,8% es consideraren creients no practicants i el 60,2% creients practicants.

## Cultura
La cultura de l'Equador es correspon amb la demografia de l'estat i forma una rica mescla d'influències diverses. La cultura "nacional" és clarament mestissa, una mescla d'influències europees i ameríndies, amb una important aportació de la cultura afroequatoriana en algunes províncies (Esmeraldas, Manabí). Juntament amb aquesta cultura més "nacional", existeixen nombroses cultures indígenes que mantenen les seves tradicions.
Entre els artistes equatorians importants del segle xx, destaquen Luis Enrique Tábara (1930), Oswaldo Guayasamín (1919-1999), Eduardo Kingman (1913-1998), Félix Arauz (1935), Luis Molinari (1929), Theo Constanté (1924), Aníbal Villacís (1927), Manuel Rendón Seminario (1894), Gonzalo Endara (1936-1996), Juan Villafuerte (1945-1977), Teddy Cobeña (1973) o Camilo Egas. Pel que fa a la literatura, cal destacar Juan León Mera, a finals del segle xix i sobretot en el novel·lista Jorge Icaza, i els poetes Cèsar Dávila Andrade i Luis Alberto Costales, ja al segle xx.
L'himne nacional equatorià el va compondre el compositor francès Antonio Neumane, arrelat a la ciutat de Guayaquil des del 1841.
| Data           | Nom en català                | Nom local                            | Notes                                                    |
| -------------- | ---------------------------- | ------------------------------------ | -------------------------------------------------------- |
| 27 de febrer   | Jornada patriòtica           | Jornada patriótica                   | Commemora la batalla de Tarqui                           |
| 1 de maig      | Dia del treball              | Día del trabajo                      |                                                          |
| 24 de maig     | Batalla del Pichincha        | Batalla del Pichincha                |                                                          |
| 24 de juny     | Festa del Sol o de Sant Joan | Inti Raimi                           | Tradicional festa incaica                                |
| 10 d'agost     | Dia de la Independència      | Dia de la Independencia              | Commemora el 10 d'agost de 1809                          |
| 9 d'octubre    | Independència de Guayaquil   | Dia de la Independencia de Guayaquil | Commemora el 9 d'octubre de 1820                         |
| 21 de novembre | Verge del Quinche            | Virgen del Quinche                   |                                                          |
| 6 de desembre  | Festa major de Quito         | Fiestas de Quito                     | Només a Quito. Commemora la fundació de la ciutat        |
| 25 de desembre | Nadal                        | Navidad                              |                                                          |
| 31 de desembre | Cap d'any                    | Año viejo                            | És tradicional cremar el ninot de l'año viejo (any vell) |

## Galeria, Santa Cruz (Galápagos)

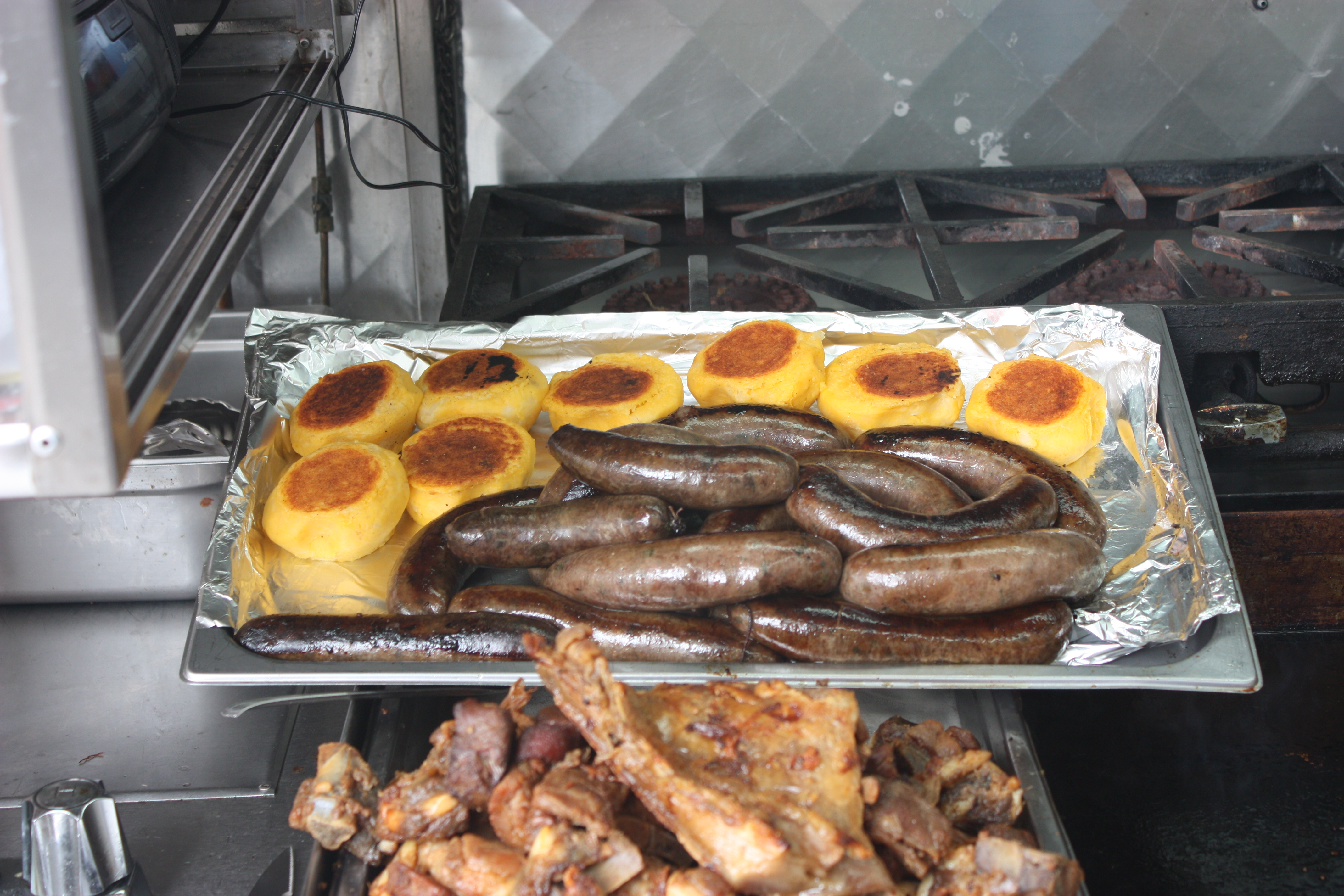
Un dels menjars típics de l'Equador

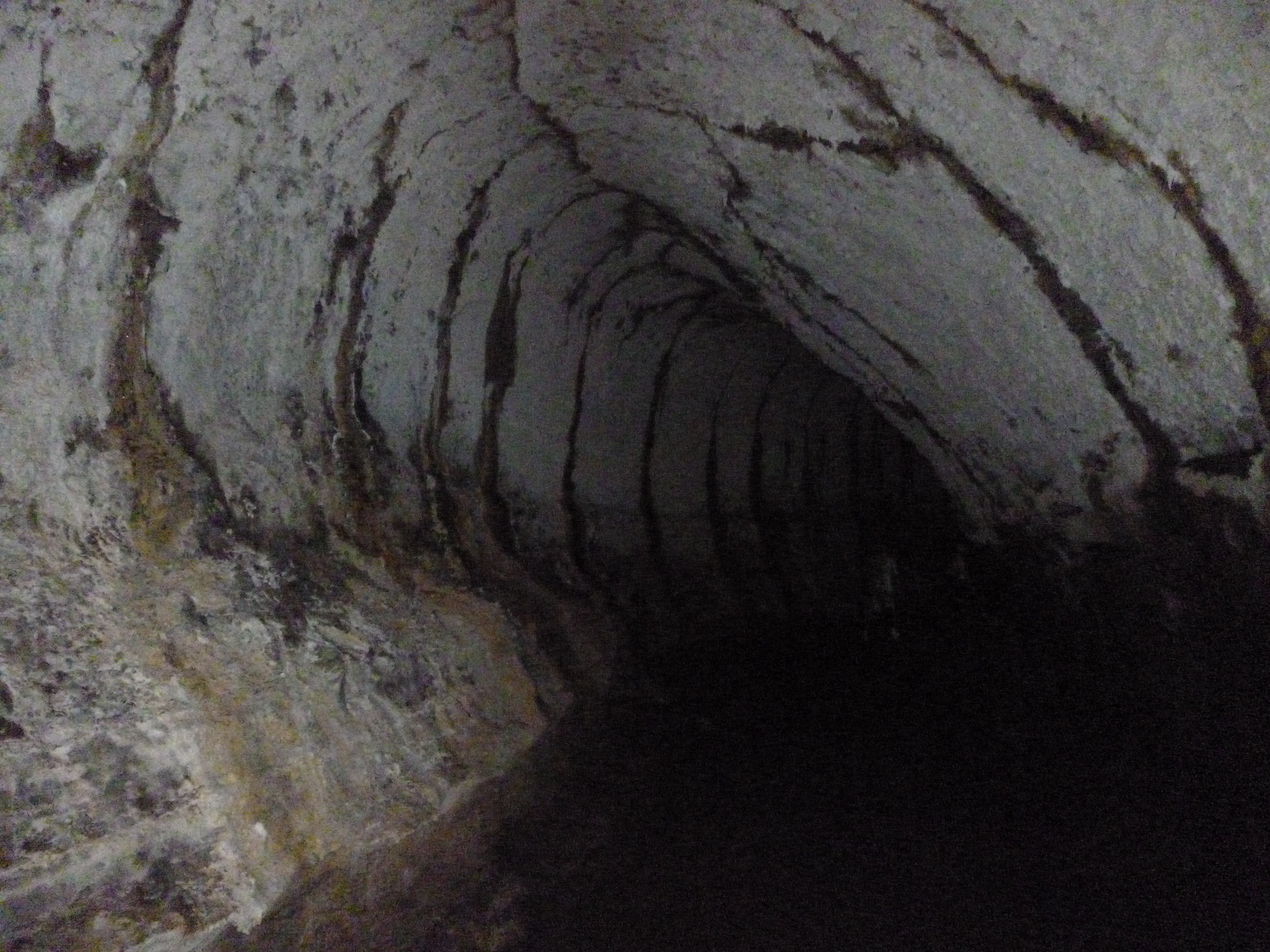
Tub de lava, Santa Cruz
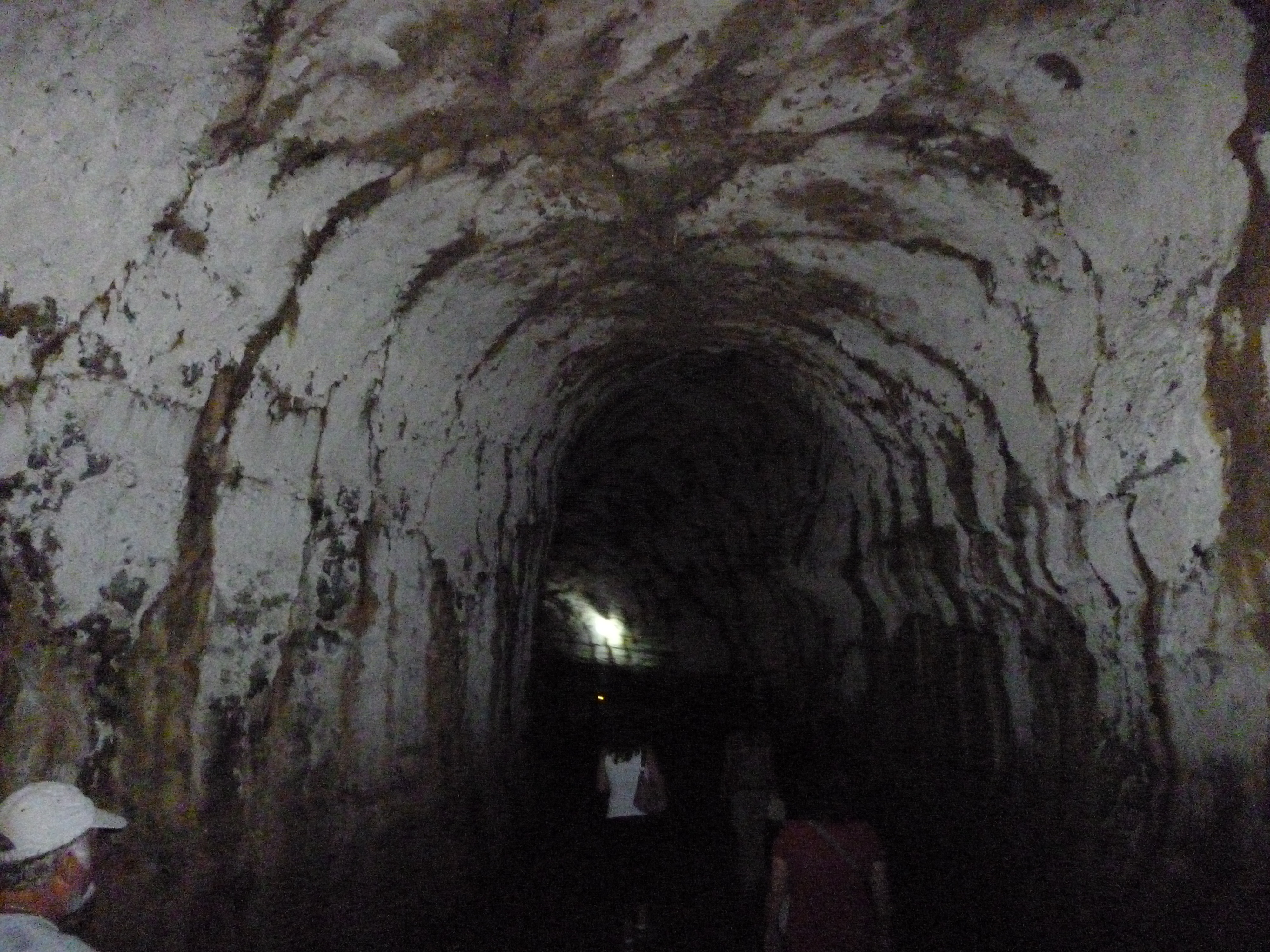
Tub de lava, Santa Cruz
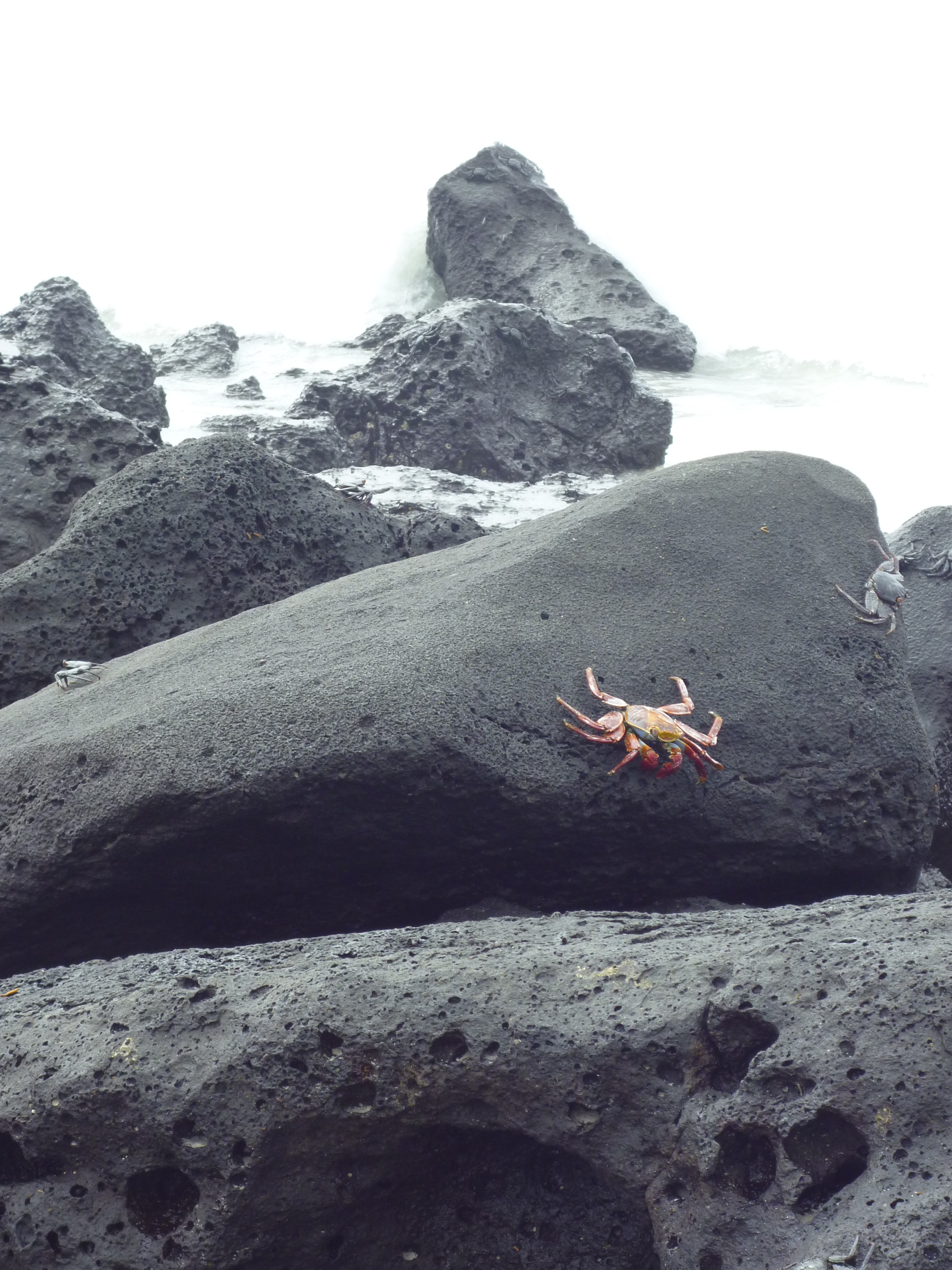
Grapsus grapsus, a la badia Tortuga, illa Santa Cruz
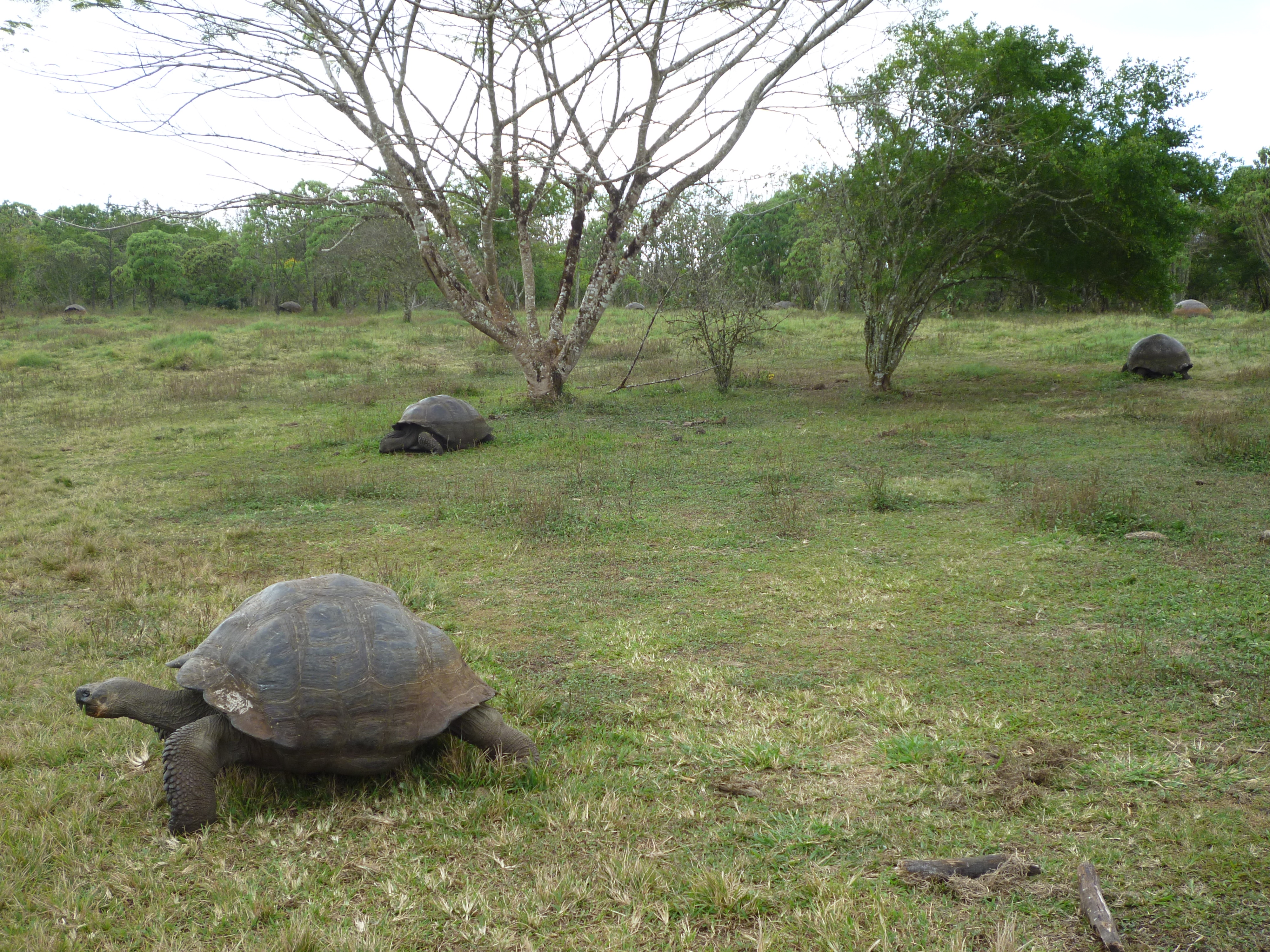
Tortugues gegants a Santa Cruz (Galápagos)
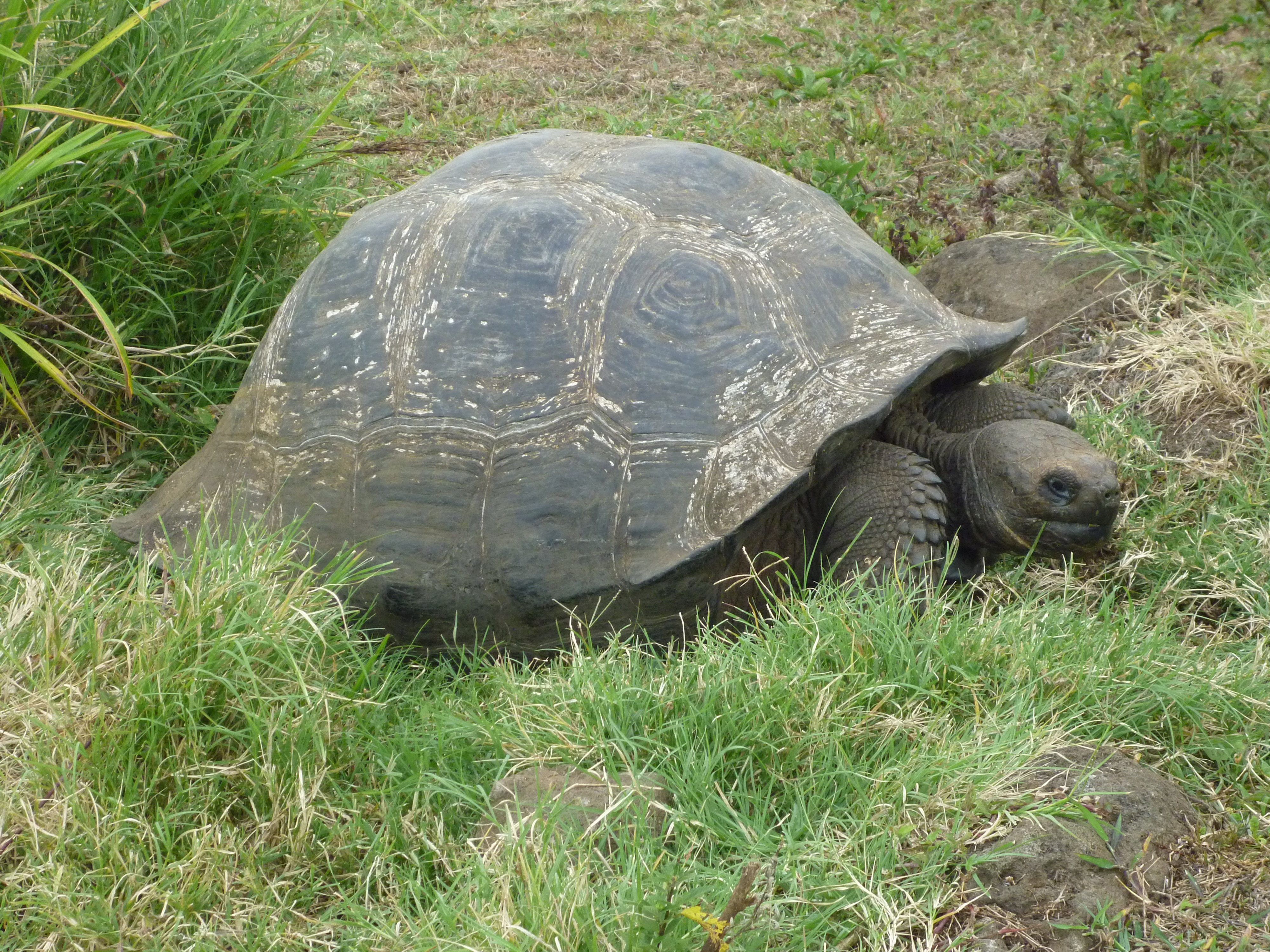
Tortuga gegant a Santa Cruz (Galápagos) - Chelonoidis nigra
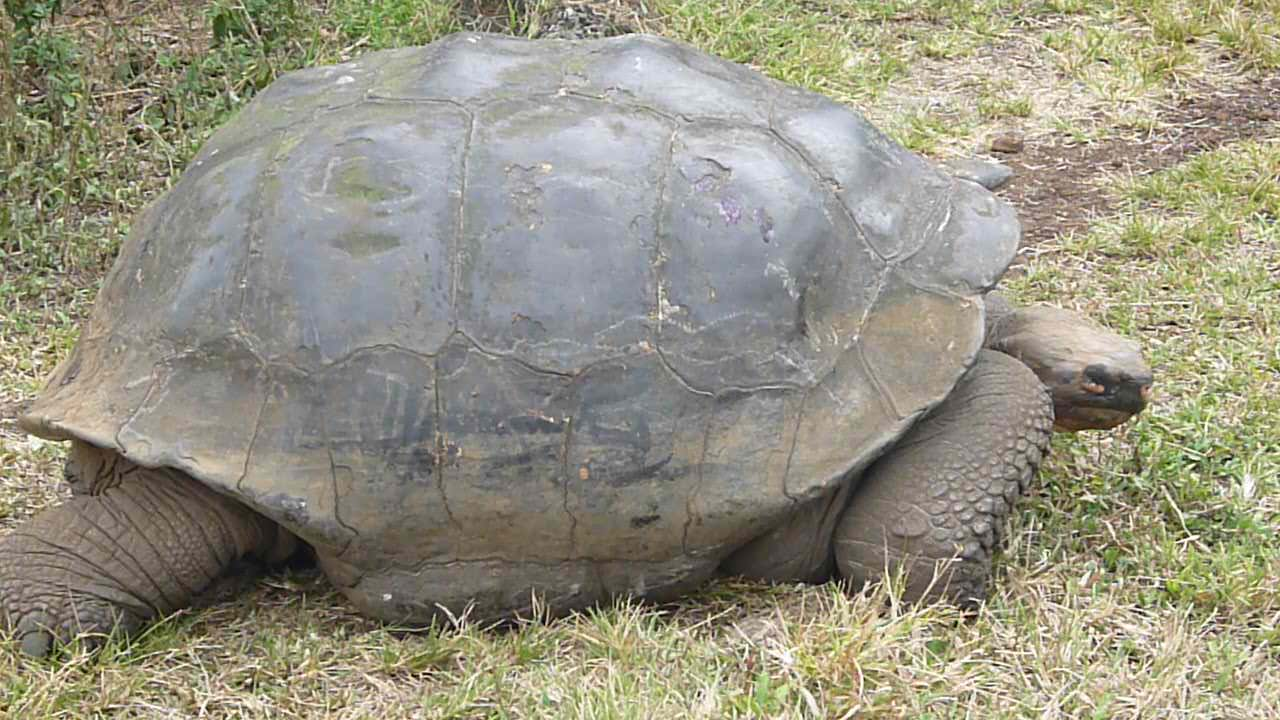
Tortuga gegant a Santa Cruz (Galápagos)
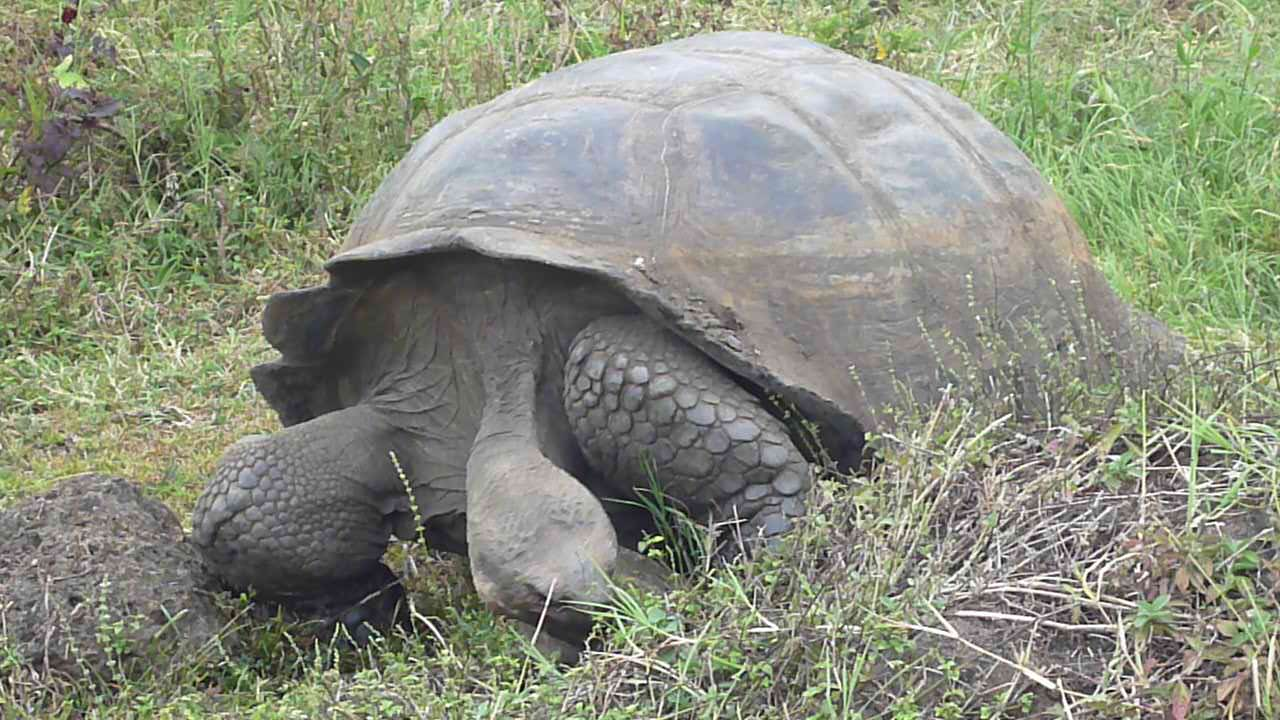
Tortuga gegant a Santa Cruz (Galápagos)
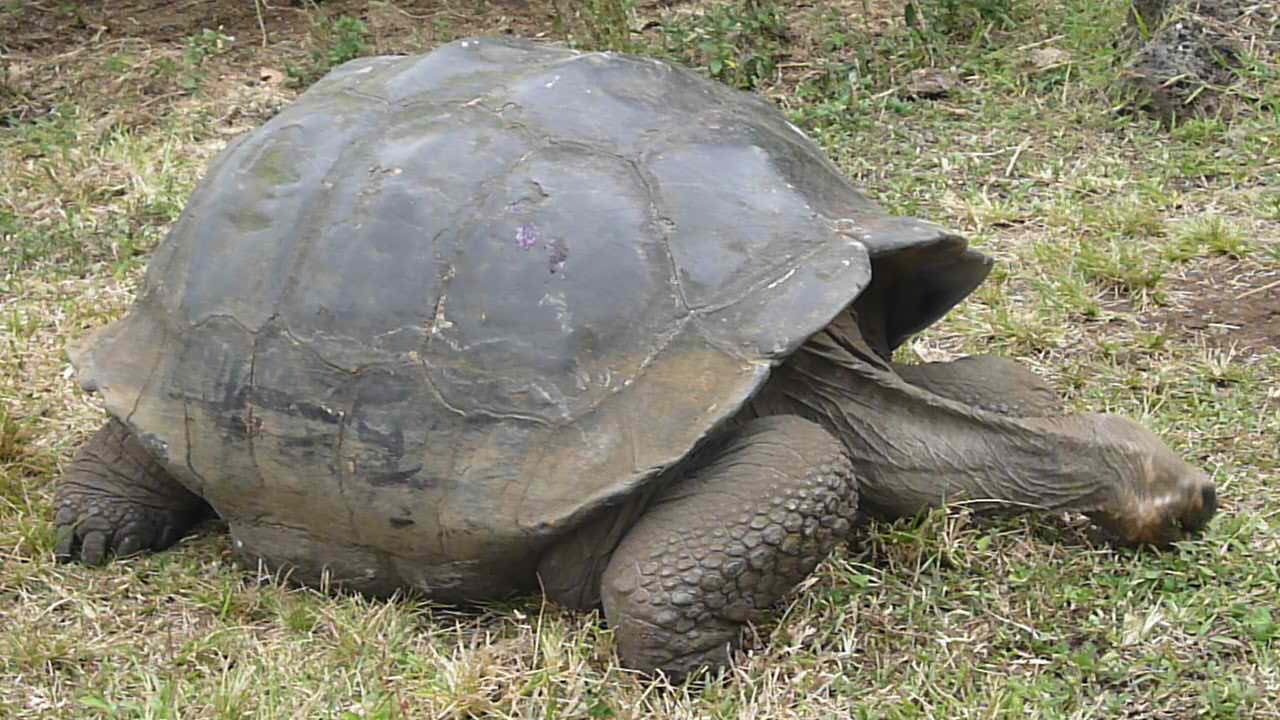
Tortuga geganta Santa Cruz (Galápagos)
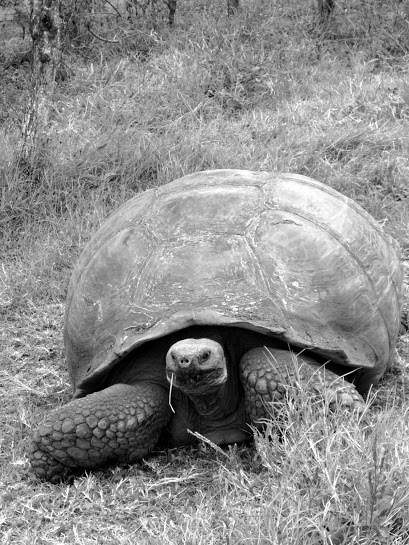
Tortuga gegant a Santa Cruz (Galápagos)
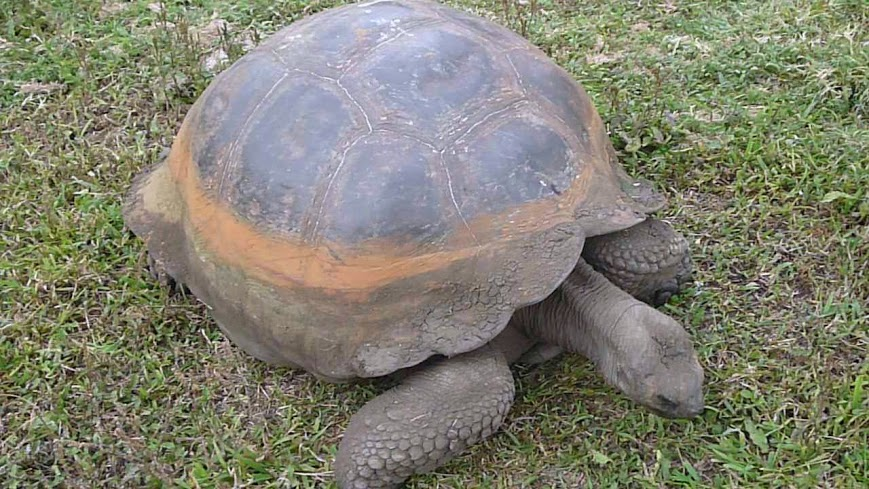
Tortuga gegant a Santa Cruz (Galápagos)
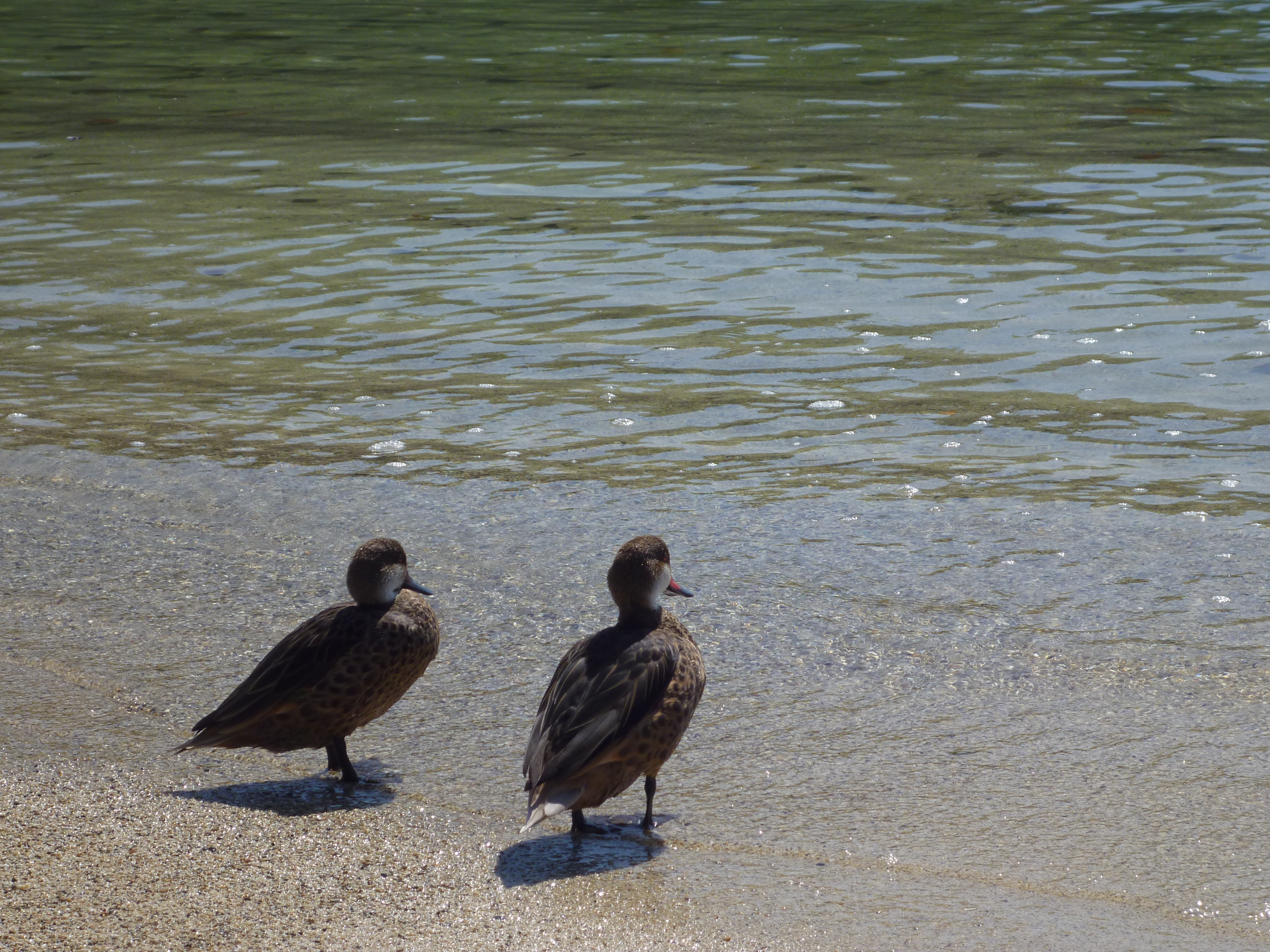
Dos ànecs a Santa Cruz, Galápagos
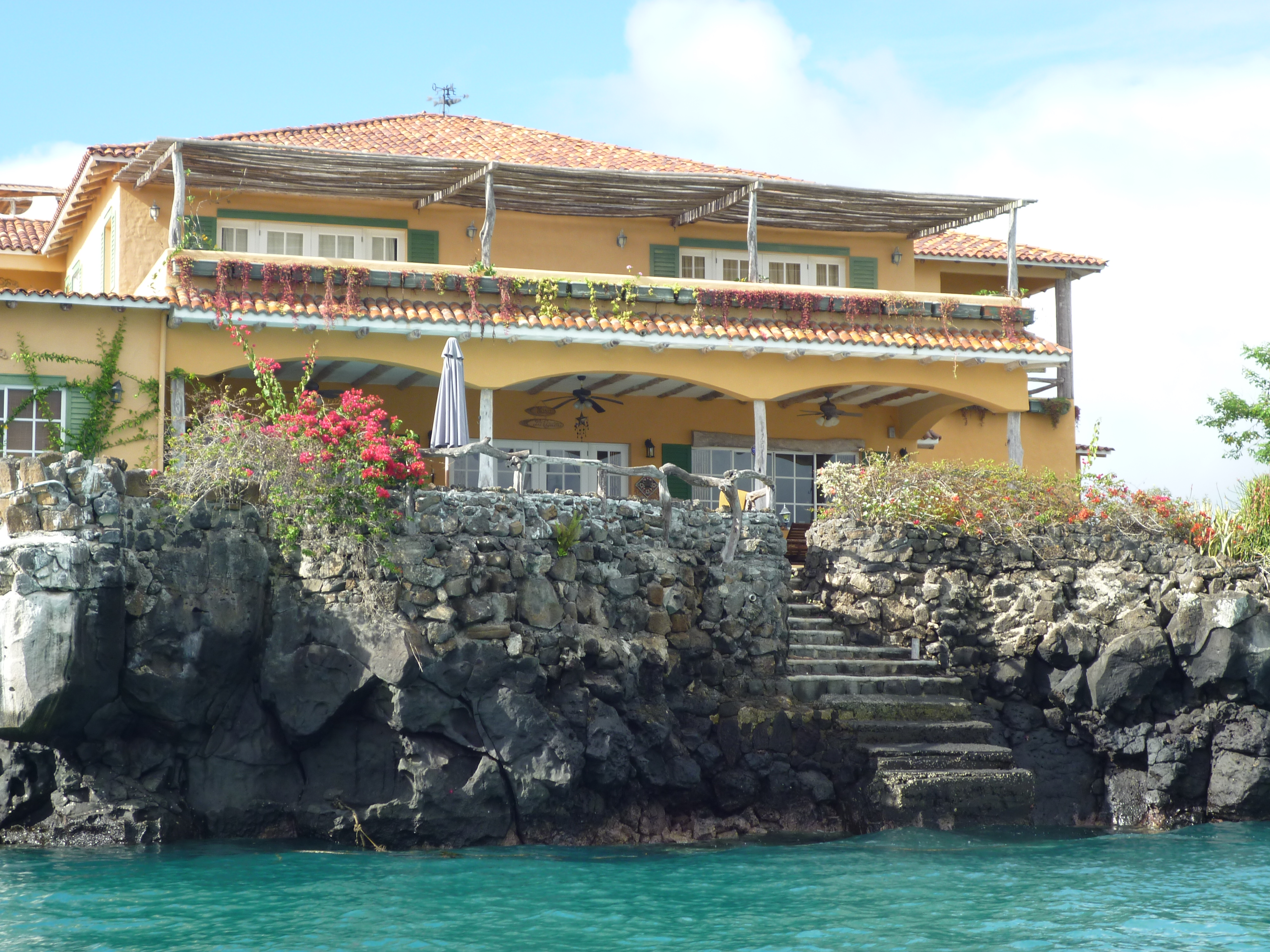
Casa en l'illa Santa Cruz
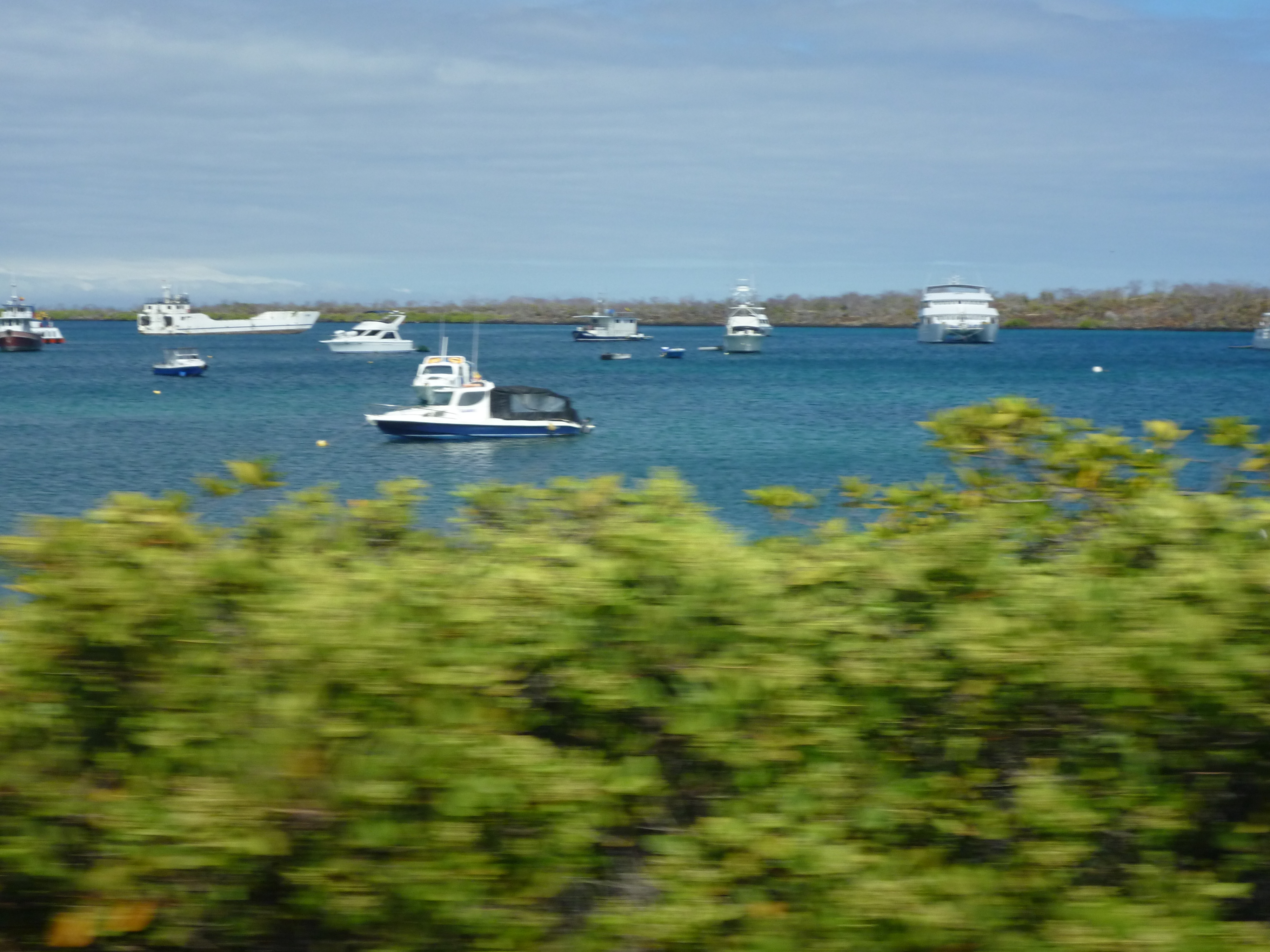
Vaixells en l'illa Santa Cruz, al canal d'Itabaca
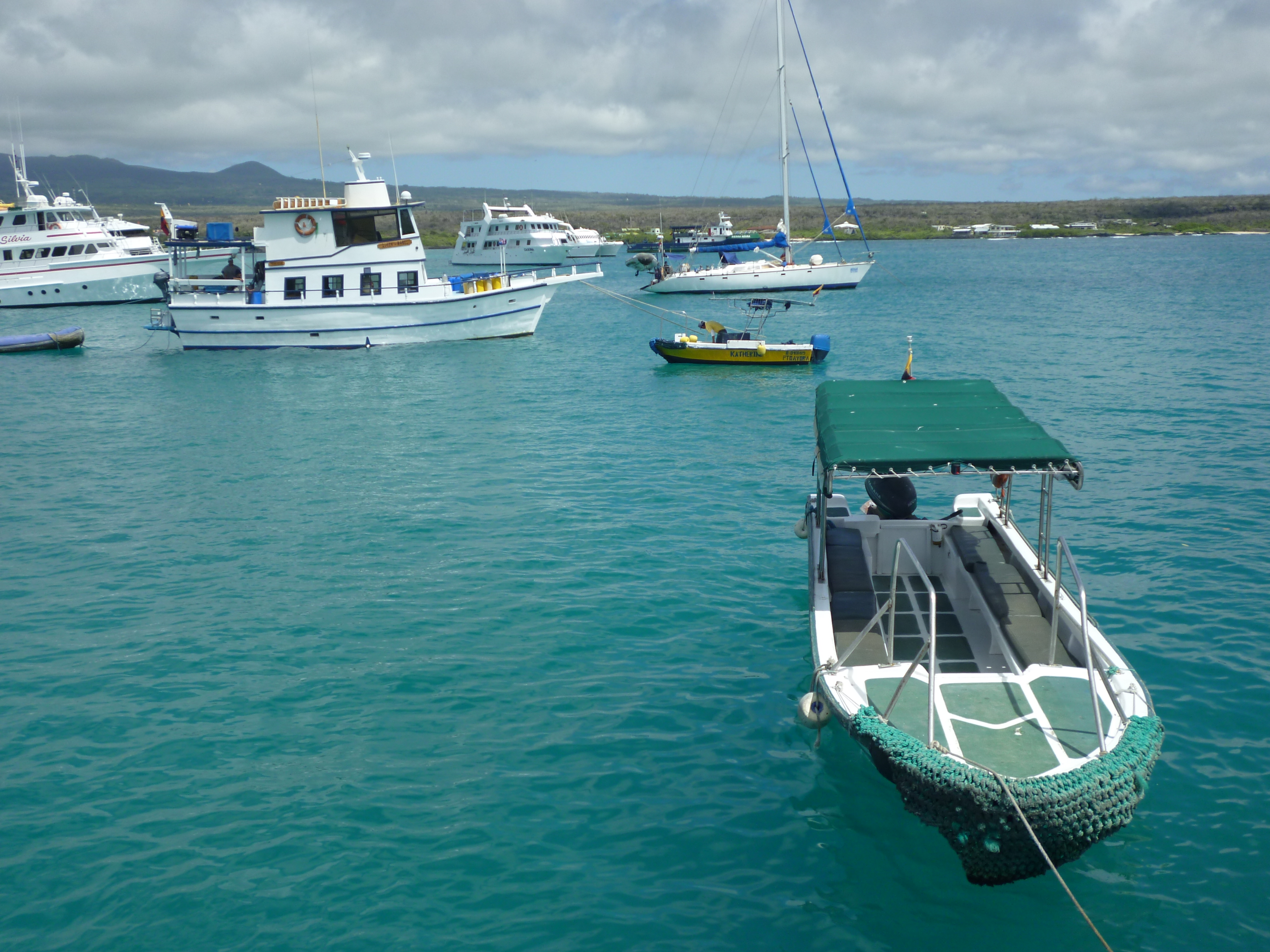
Taxi aquàtic a l'illa Santa Cruz
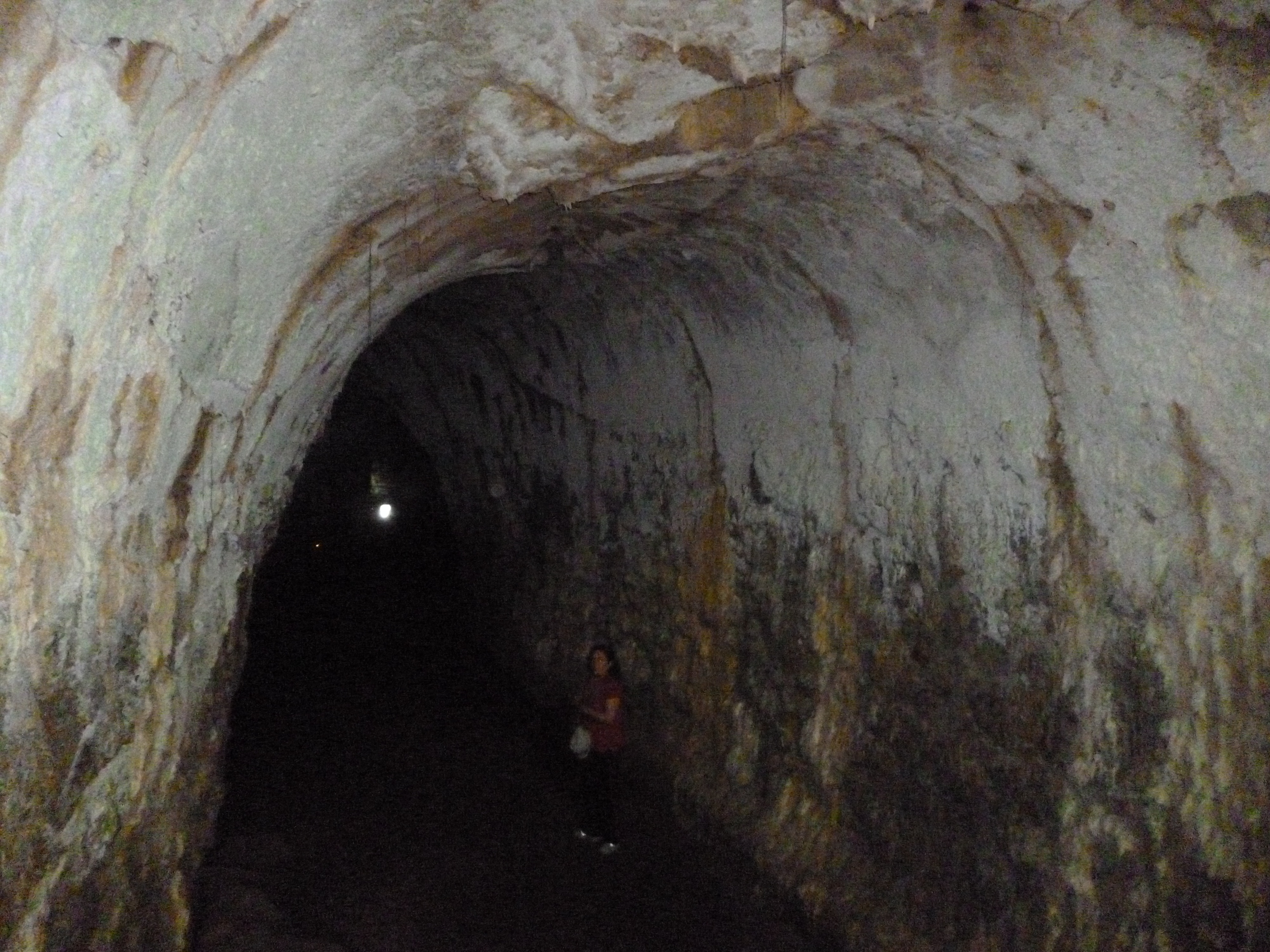
Túnel de lava a l'illa de Santa Cruz
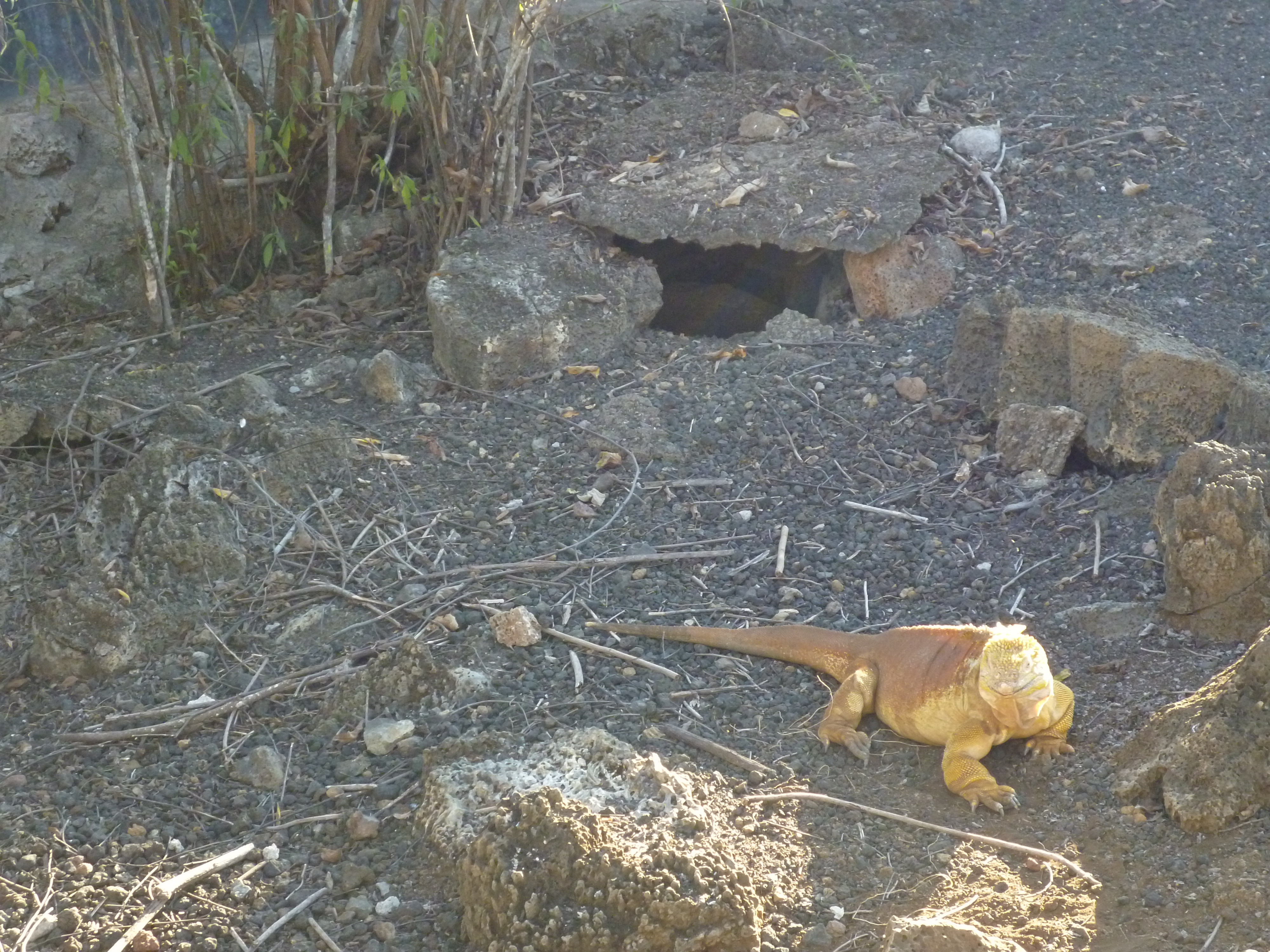
Iguana groga de terra en l'estació científica Charles Darwin
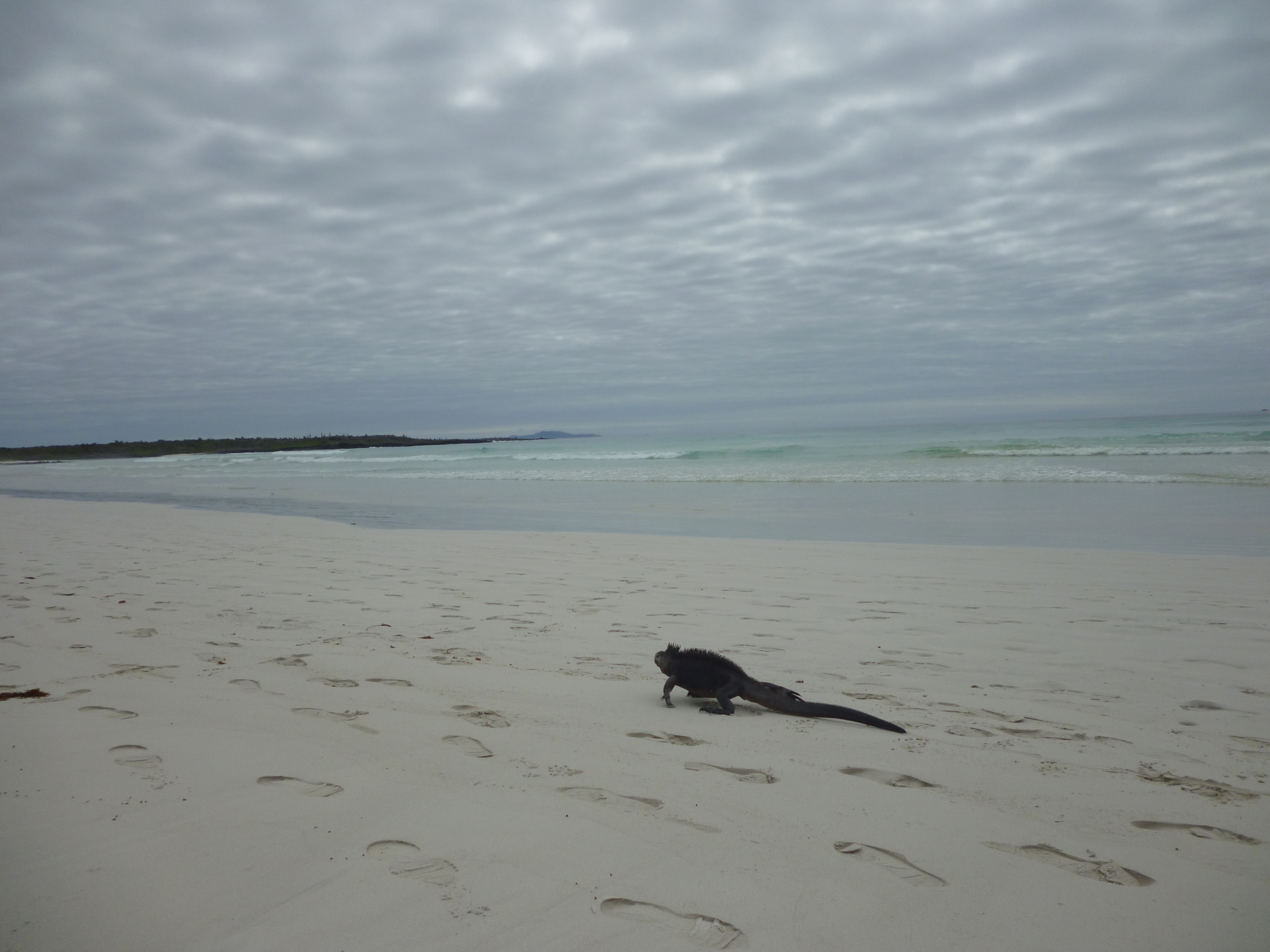
Iguana a Badia Tortuga
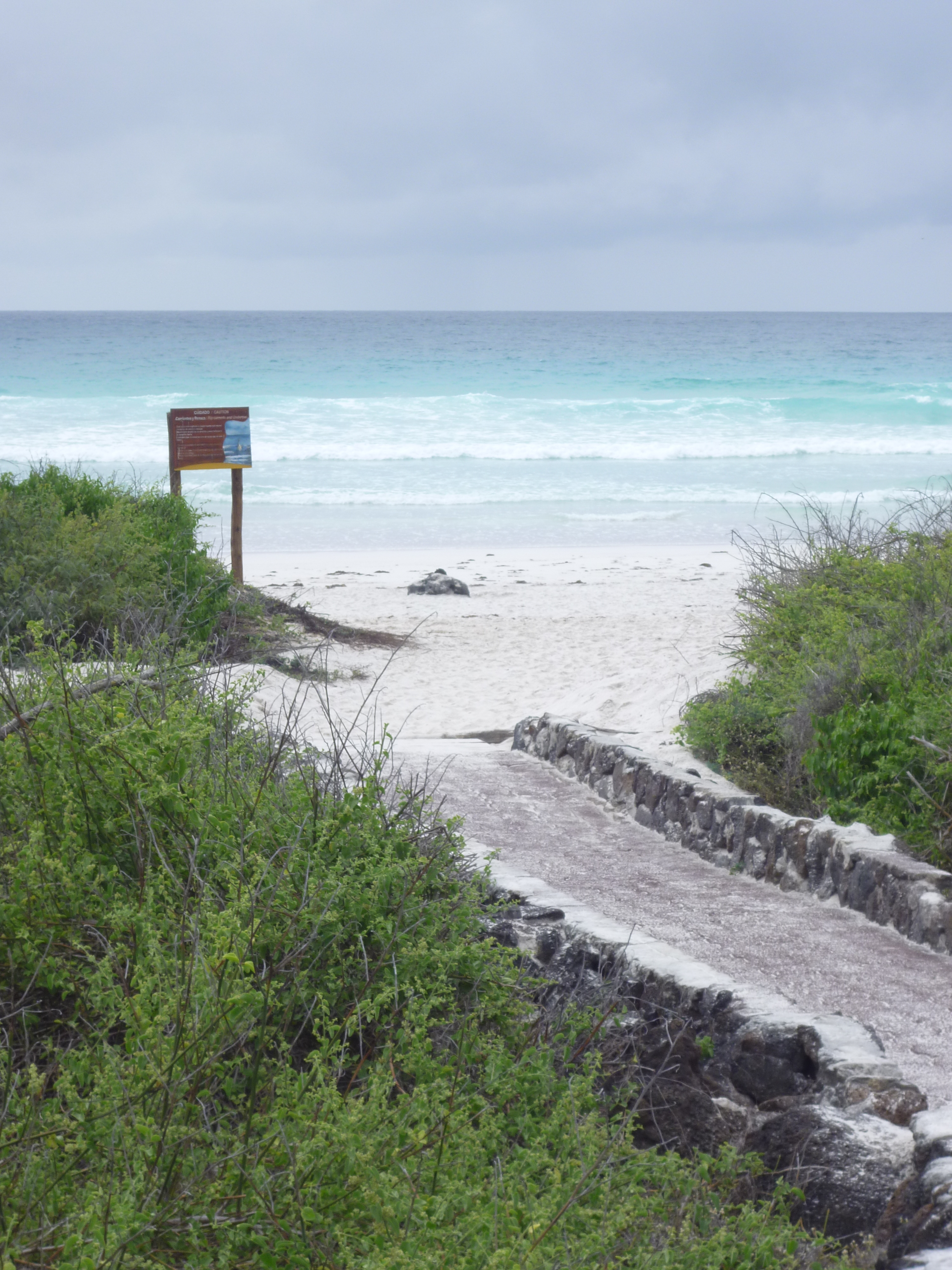
Badia Tortuga, illa Santa Cruz, Galápagos
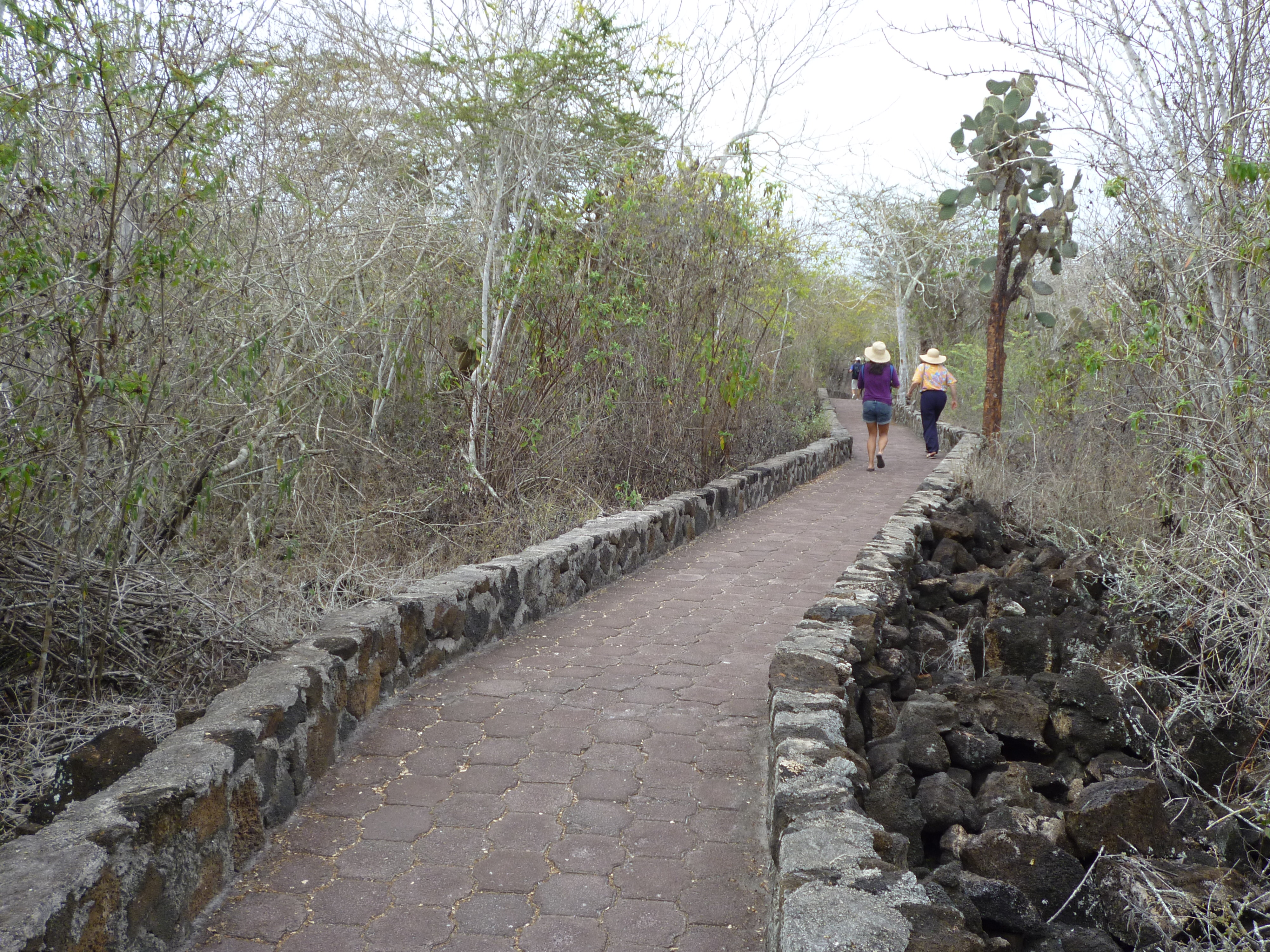
Badia Tortuga, inici de la ruta a peu
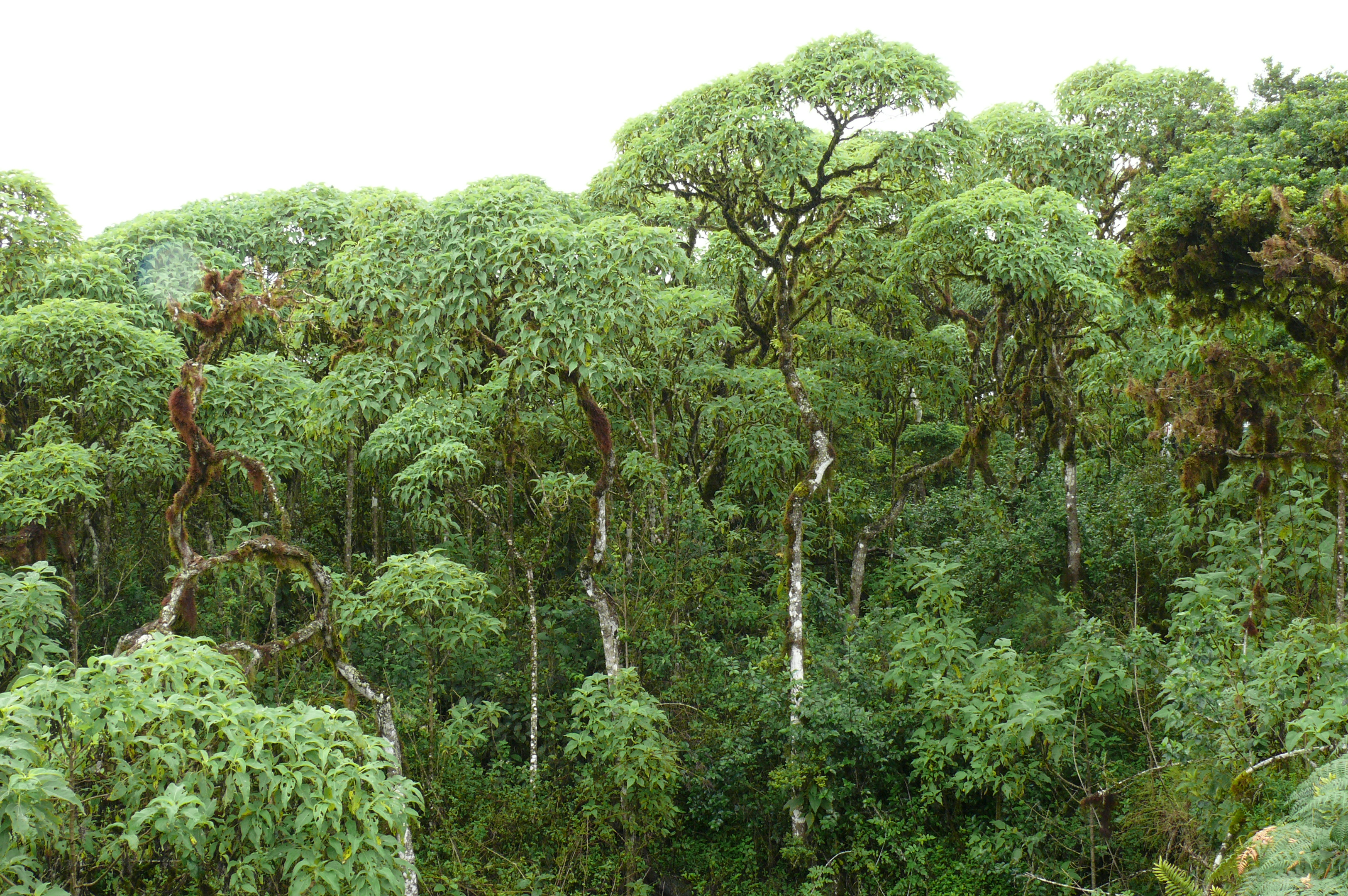
Santa Cruz (Galápagos)
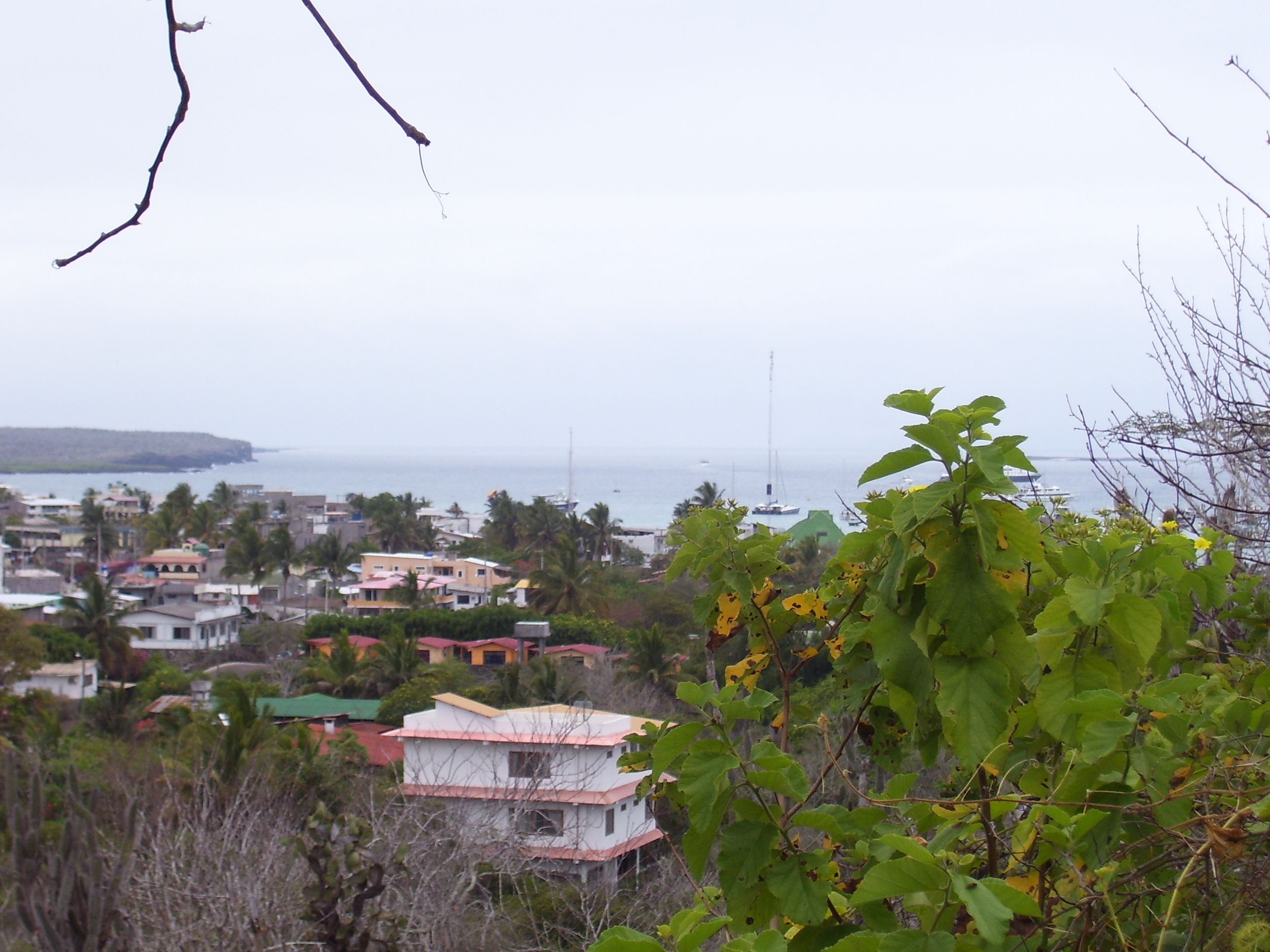
Santa Cruz (Galápagos)
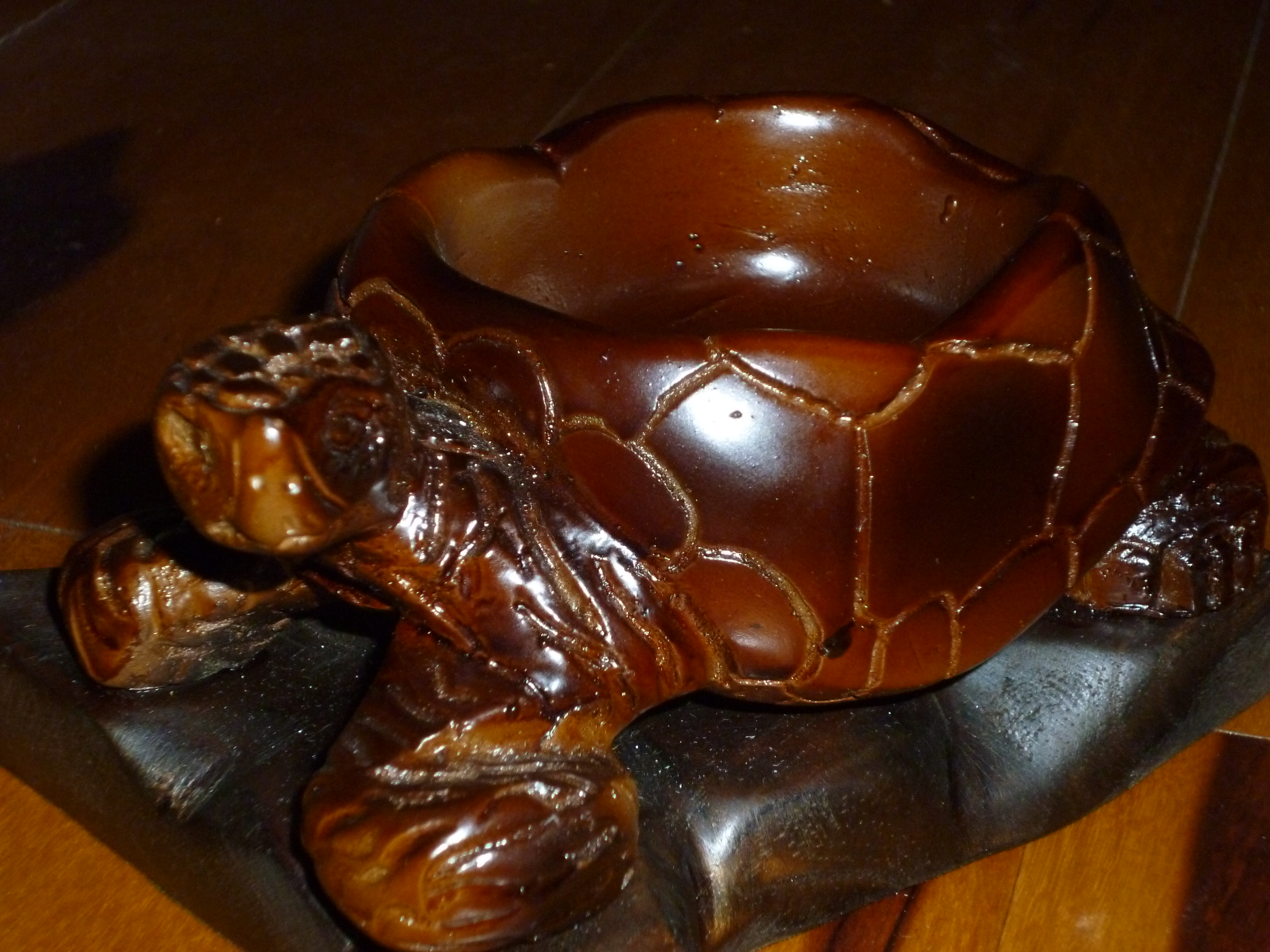
Molts artistes a l'illa de Santa Cruz fan a mà els elements tallats en fusta amb una habilitat excepcional
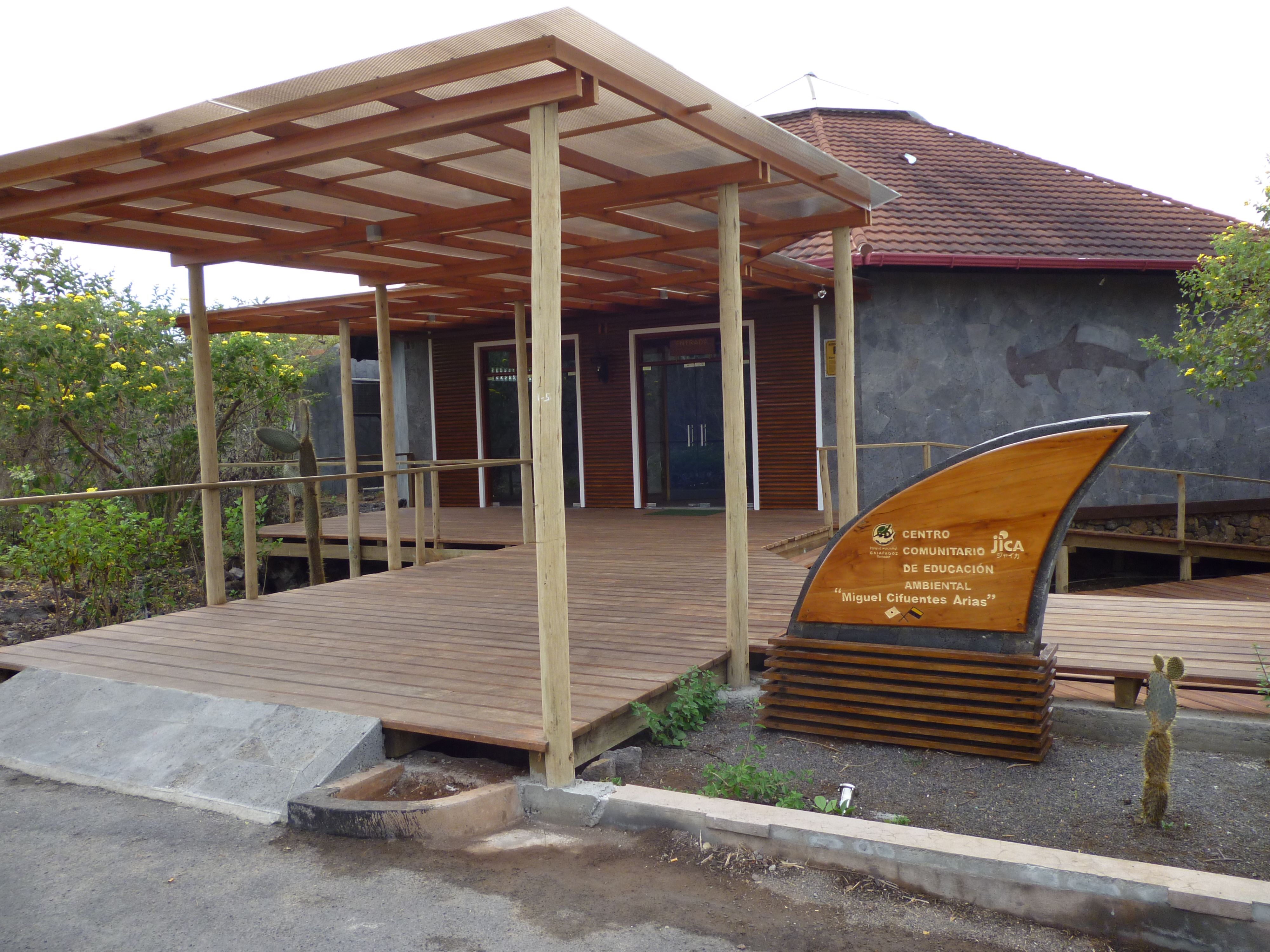
Centre Comunitari d'Educació Ambiental "Miguel Cifuentes Arias"

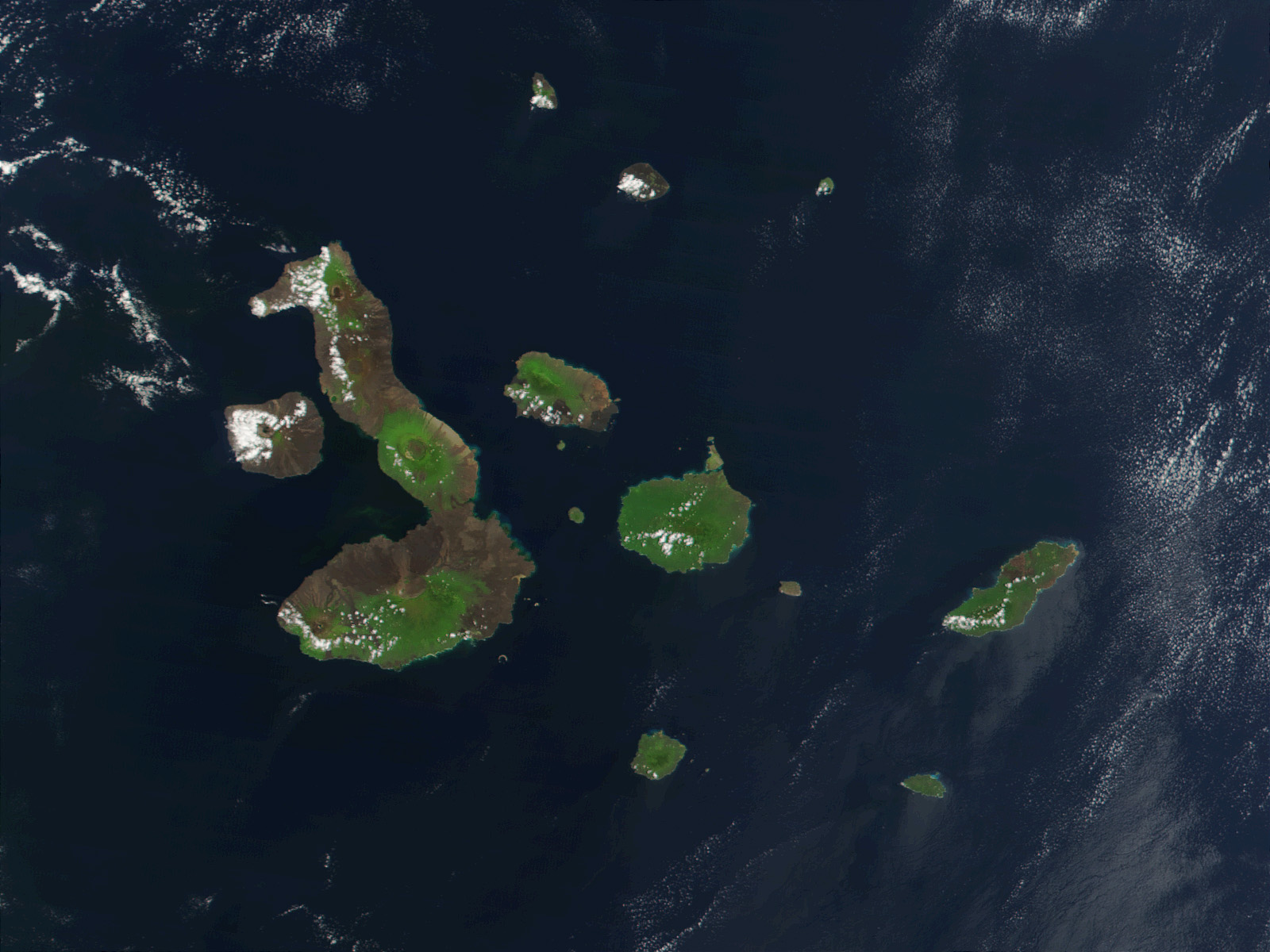
Galápagos